# Steinrasten im Mittelrheinischen Becken

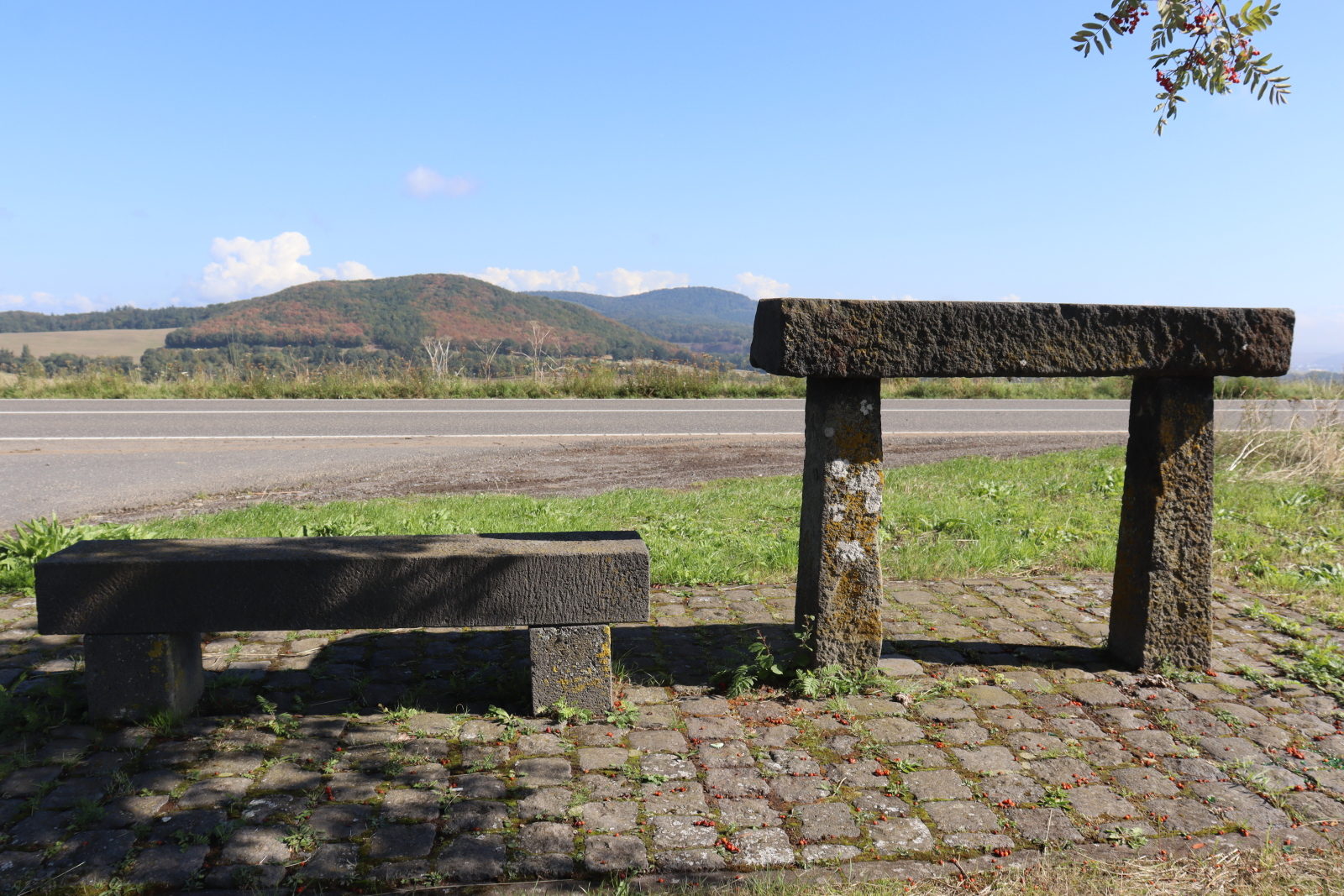
Die „Beller Räst“ in der Gemarkung von Mendig bestehend aus einer Hochbank zum Abstellen eines Tragekorbs oder einer beliebigen Last mit einer benachbarten Sitzbank. Beide Elemente bestehen aus Basaltlava.

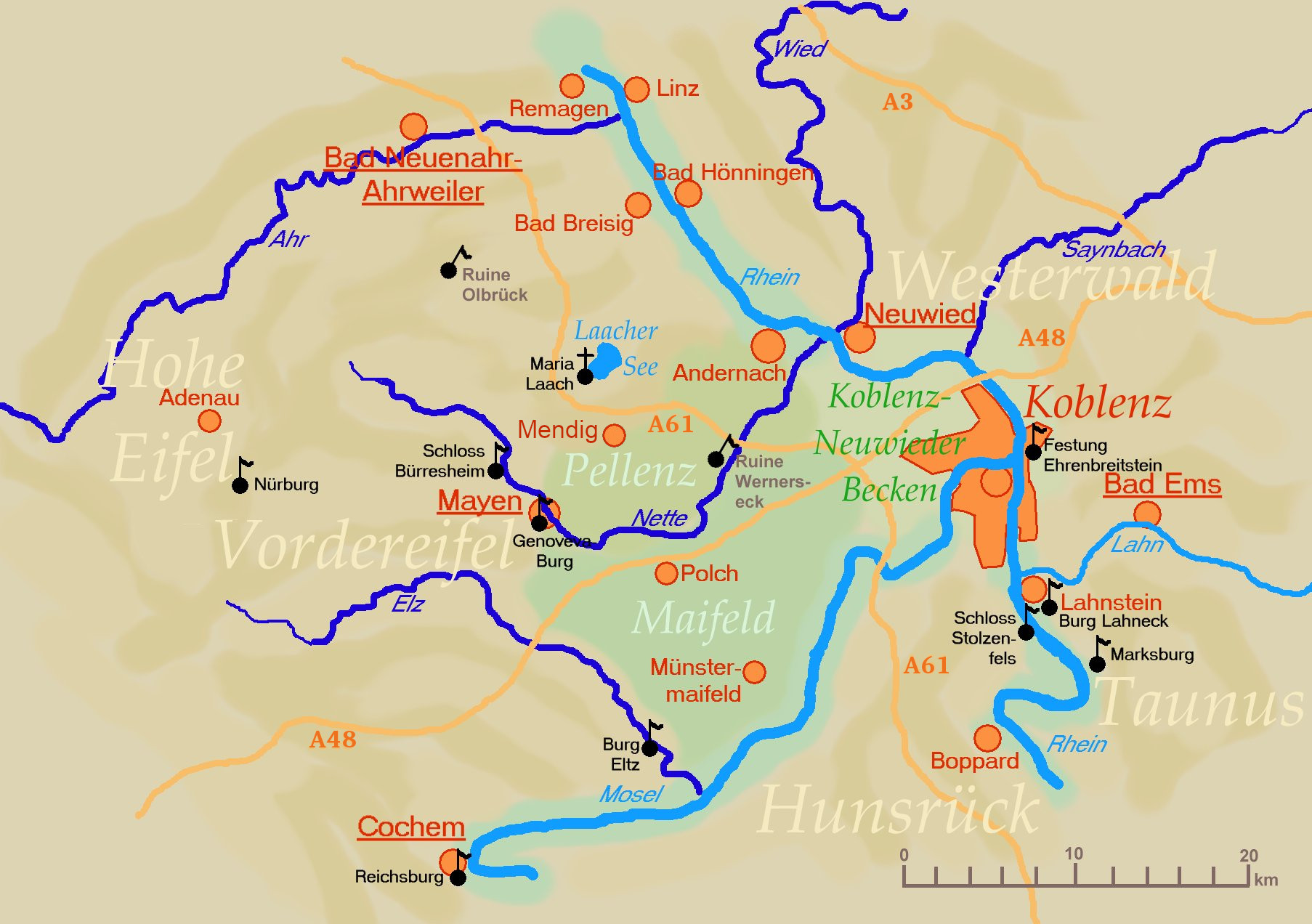
Region Mittelrheinisches Becken

Steinrasten im Mittelrheinischen Becken sind Steinbänke in einzelnen Ortschaften im Mittelrheinischen Becken, die am Rande von Straßen und Feldwegen anzutreffen sind. Ein Schwerpunkt ist das Neuwieder Becken.
Es handelt sich um steinerne Hochbänke, die oft von ein oder zwei niedrigeren steinernen Sitzbänken begleitet sind. Auffallend ist ihre nahezu gleiche Bauart. Die sogenannte Hochbank in Form eines schmalen rechteckigen bis zu 2 Meter langen Tisches mit nur zwei Beinen oder Pfosten mit einer durchschnittlichen Höhe von 1,20 Meter diente dem Abstellen von „Lasten“ oder Rückentragegestellen. Von hier konnte die Last nach einer Rast auf einer der nebenstehenden Sitzbank wieder komfortabel aufgenommen werden, ohne diese vom Boden hochheben zu müssen. Die Entstehungszeit dieser Steinrasten ist nicht eindeutig zu klären. Nur selten ist darauf eine Jahreszahl vermerkt, wie an der „Eulenrast“ in Rheinbreitbach am Rhein. So konnte hier die in Stein gehauene Jahreszahl 1758 begleitet von weiteren Initialen entziffert werden, womit hier eine 250-jährige Tradition dieser Rasten nachgewiesen ist.

## Geschichte
Früher wurden schwere Lasten, wie etwa Feldfrüchte, Weintrauben, Obst, Getreide oder Holz, auf dem Kopf oder auf dem Rücken transportiert. Besondere Bedeutung hatten so die Rasten an den wichtigen Marktwegen, wie beispielsweise nach Mayen im Neuwieder Becken. Das Baumaterial für die Herstellung der heute noch erhaltenen Rasten war die hier schon seit der Antike abgebaute Basaltlava. Die allgemeine Verwendung zum Bau von Feld- und Wegekreuzen wie auch Grabkreuzen reicht zurück ins 16. Jahrhundert, weshalb auch für die Errichtung von Basaltlava-Rasten das 16. Jahrhundert als frühester Zeitraum angenommen werden kann. Auf dem Maifeld wurde noch um 1900 solche Rasten aufgerichtet, so dass der Zeitraum der Nutzung solcher Rasten vom 17. bis ins 20. Jahrhundert reicht. Aber auch Holzrasten kamen zum Einsatz, wie sie Leutesdorf am Rhein nachgewiesen sind. Das könnte bedeuten, dass Holzrasten schon immer neben den steinernen bestanden haben und vermutlich ein höheres kulturgeschichtliches Alter haben und bis in die früh- oder sogar vorgeschichtliche Zeit zurückreichen. Da sie aus Holz waren, sind heute keine älteren Rasten dieser Art mehr erhalten.
Rasten sind auch in Hessen, Rheinhessen, in der Pfalz und im Elsaß nachgewiesen. Hier werden sie unterschiedlich als Ruhsteine, Gruhen oder Raststeine bezeichnet. Eine besondere Variante bilden die „Napoleonsbänke“, deren Errichtung im Auftrag Napoleons erfolgte.

## Rasten

### Region Mittelrhein

#### Rodenbach bei Neuwied
Diese durch ihre Bauweise recht „archaisch“ anmutende Rast links der Dorfstraße am Ortsausgang Rodenbach Richtung Feldkirchen hat eine auffällige Besonderheit: Die Pfosten dieser alleinstehenden steinernen Hochbank sind mit der querliegenden Abstellfläche über durchgehende quadratische Zapfen verbunden. Das verwendete Gestein (graue bis schwarze Basaltlava) ist recht grob bearbeitet. Es stellt sich die Frage, ob diese „Abstellfläche“ mit den quadratischen Löchern für die Zapfen der Pfosten oder auch die gesamte Rast einmal einem anderen Verwendungszweck diente und später zur Rast „umfunktioniert“ wurde. Die auffälligen quadratischen „Löcher“ sind beispielsweise bei in Stein gehauenen römischen Brandgräbern wie im Kasbruchtal nachgewiesen, aber auch bei antiken Mühl- und Schleifsteinen.
 Lage 
50° 27′ 36,39″ N, 7° 27′ 4,54″ O

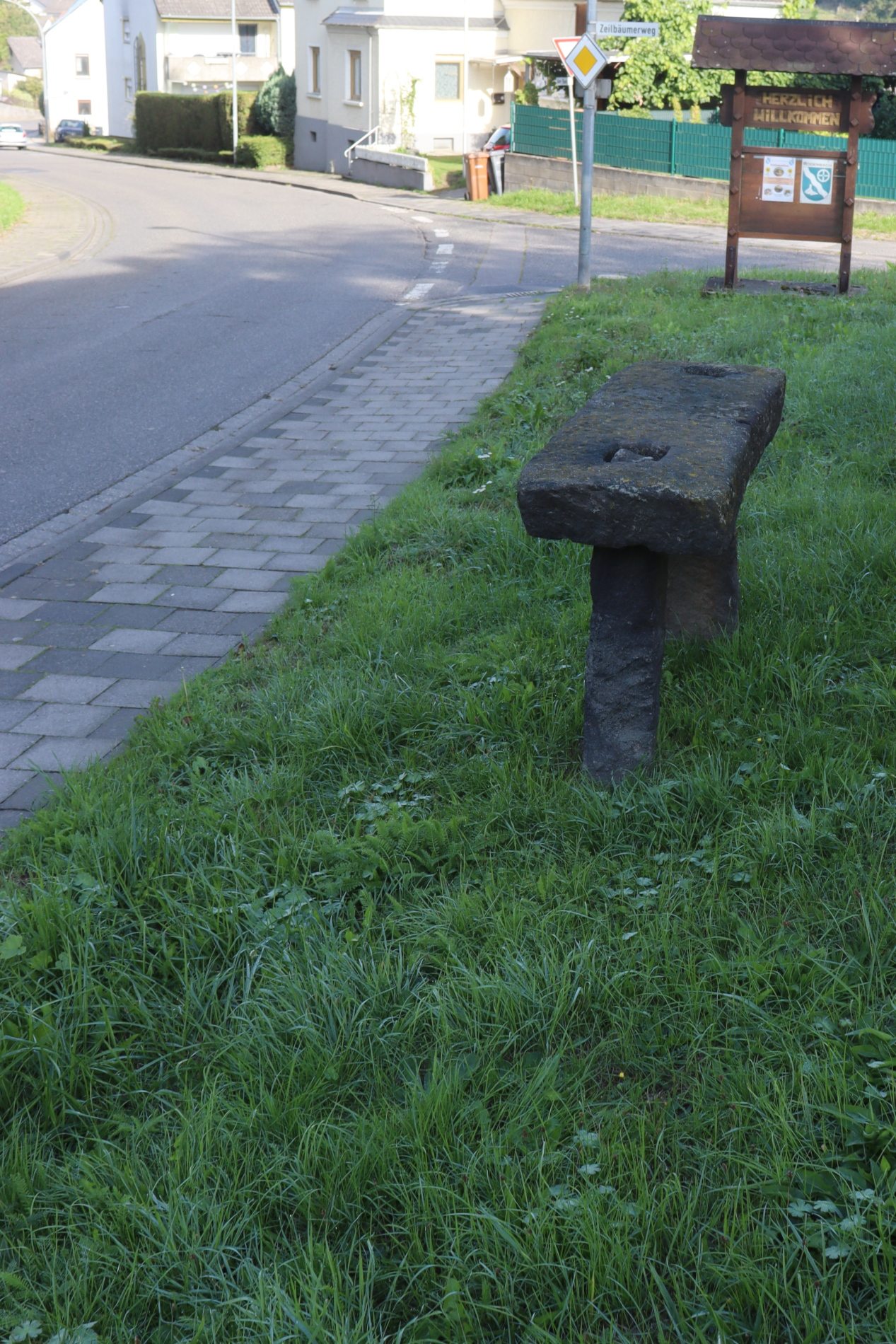
Allein stehende Hochbank als Steinrast aus Basaltlava in Rodenbach bei Neuwied
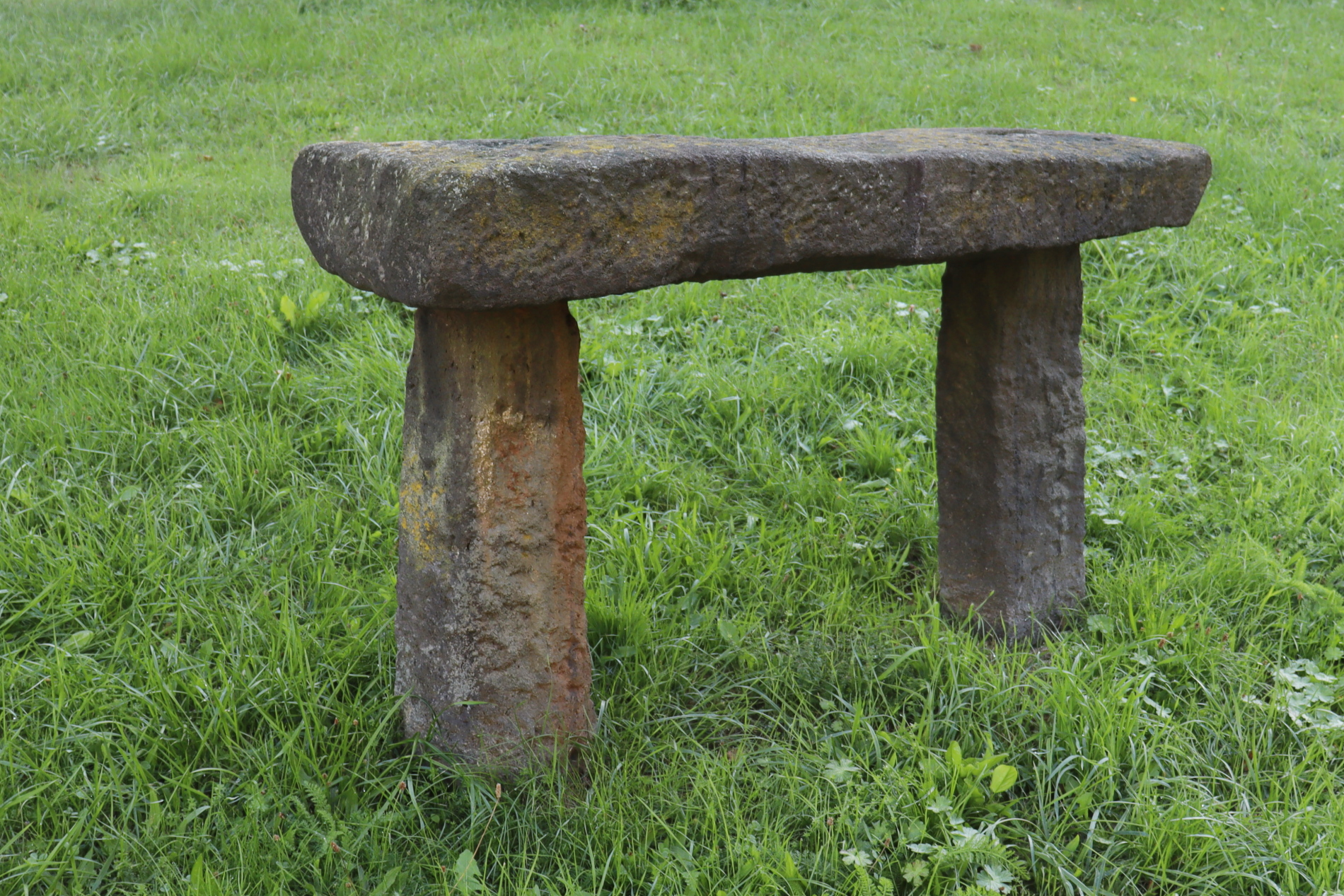
Steinrast aus Basaltlava in Rodenbach bei Neuwied
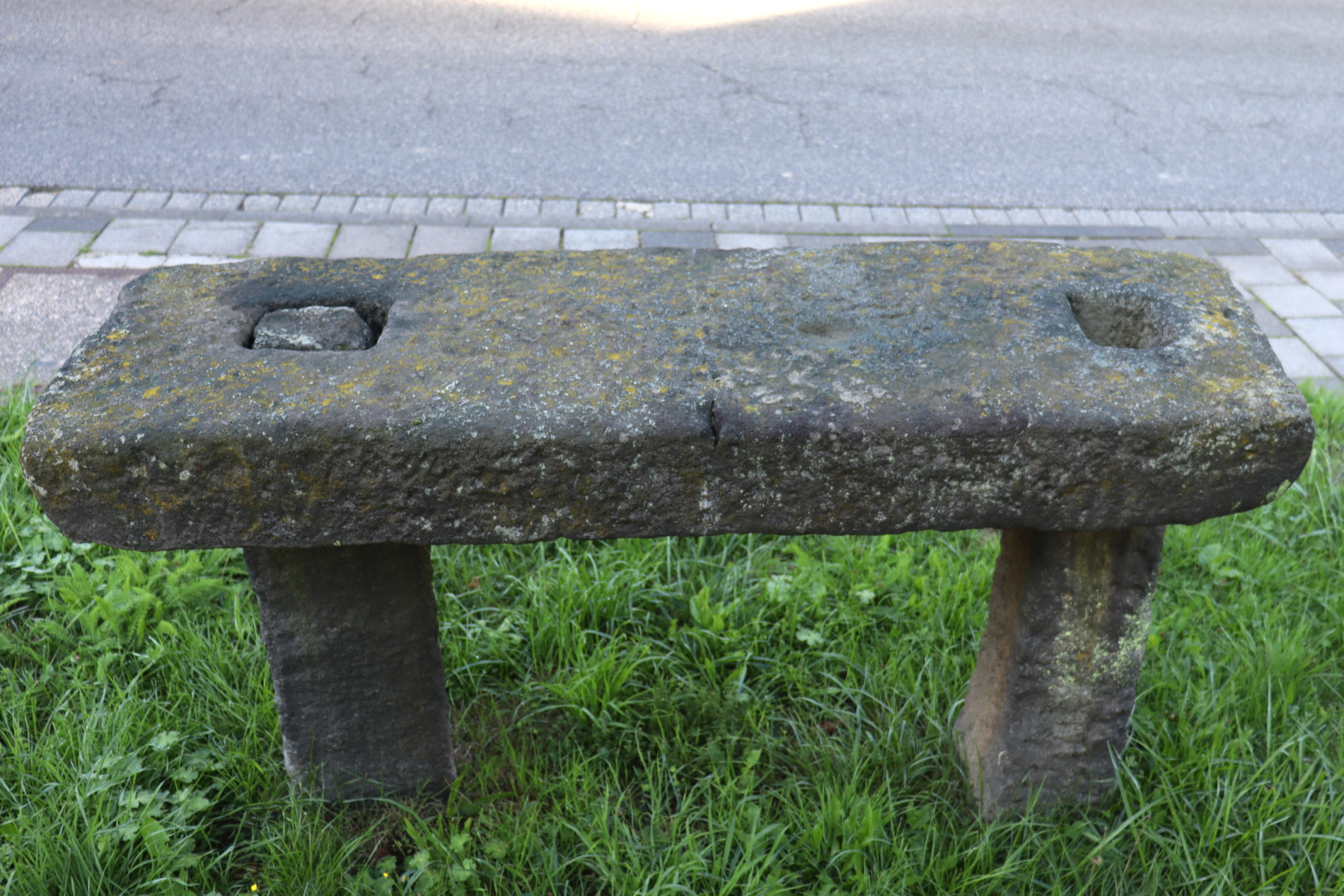
Seltene Zapfenverbindung der Steinrast in Rodenbach

#### Leutesdorf bei Neuwied
In der Grünanlage seitlich der Kreuzkirche, einer Wallfahrtskirche aus dem 17. Jahrhundert, an der B42 Richtung Hammerstein befindet sich noch eine alte steinerne Hochbank einer Rast, bei der jedoch flankierende Sitzbänke fehlen. 1948 existierten auch noch zwei Holzrasten in Leutesdorf, eine an der Grenze zu den Weinbergen Richtung Fahr, die bereits zerstört war und eine beim Bahnübergang mitten im Dorf. Sie könnten in den Anfangsjahren des 20. Jahrhunderts entstanden sein.
Lage 
50° 27′ 19,39″ N, 7° 22′ 44,41″ O

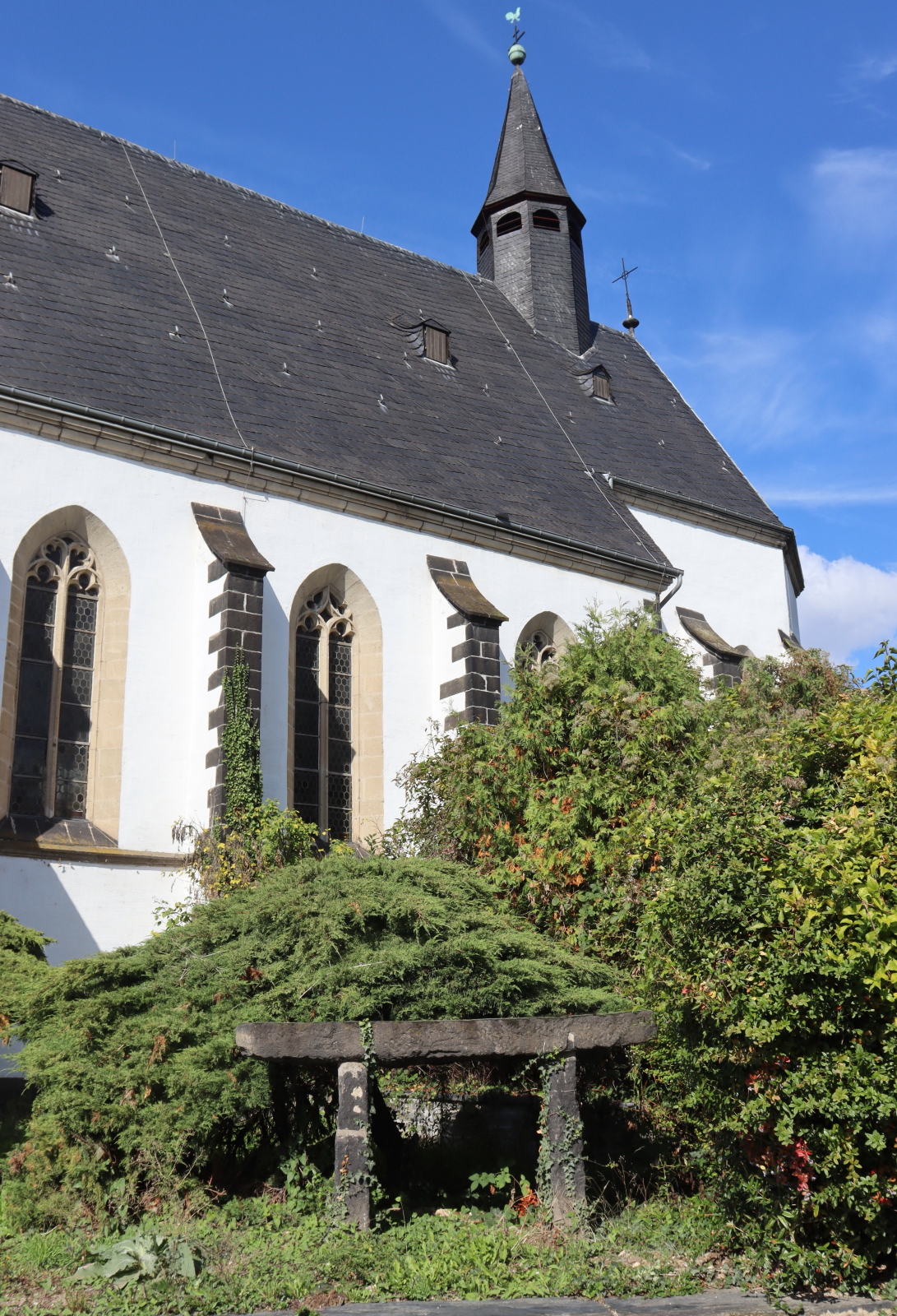
Hochbank einer Steinrast an der Kreuzkirche in Leutesdorf am Rhein
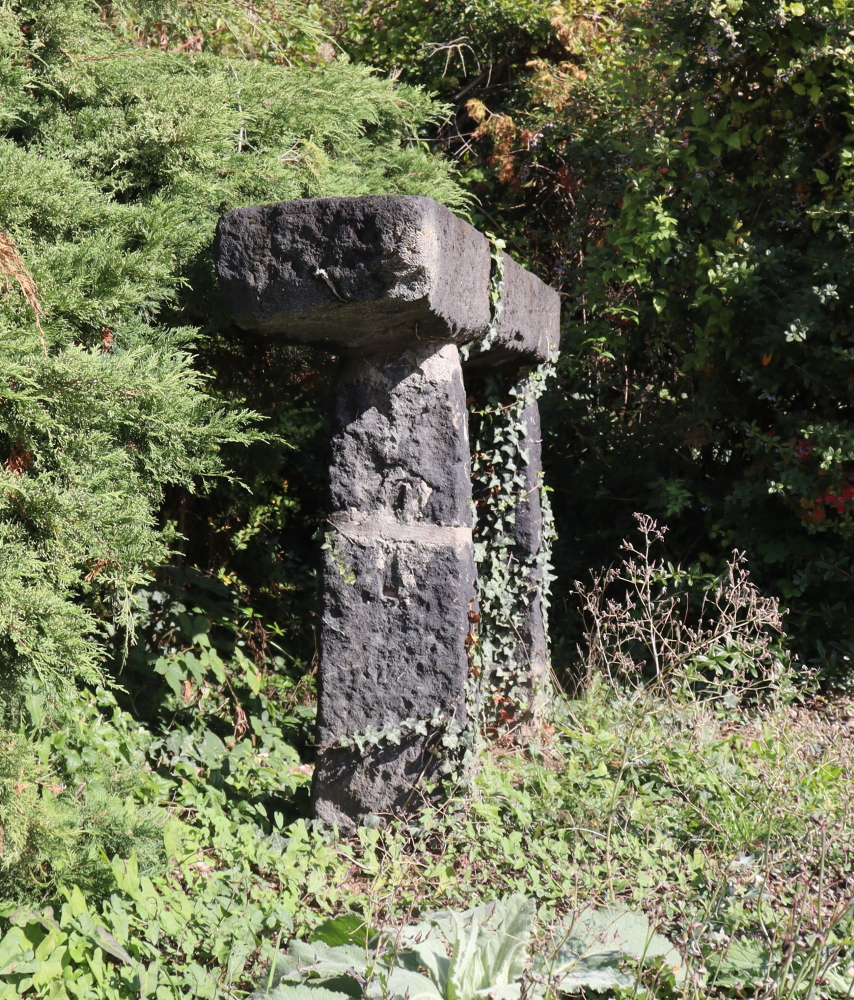
Hochbank der Steinrast aus Basaltlava an der Kreuzkirche in Leutesdorf

#### Rheinbreitbach
In der Ortsgemeinde Rheinbreitbach sind noch insgesamt fünf Steinrasten erhalten. Im Hof des Heimatmuseums steht eine Raste oder Bürdebank aus dem 18. Jahrhundert. Die rechteckige Gesteinsplatte diente als Stellfläche für Körbe und Kiepen. Sie wurde von ihrem ehemaligen Standort „Im Brüchen“ nach 1974 renoviert und repariert ans Heimatmuseum versetzt. Sie hat heute eine Höhe von 97 cm. Die 205 cm und 35 cm breite Platte war im linken Drittel gebrochen und trug wahrscheinlich die Jahreszahl 1758. Eine zweite Rast befindet sich an der Ecke „Im Bendel/Rheinstraße“. Die 85 cm hohe, 205 cm lange und 38 cm breite steinerne Hochbank steht in einer Grünfläche direkt hinterm Bürgersteig. Die ehemalige Originalhöhe ist ungewiss, da die beiden Trägerpfosten in den Boden eingelassen sind. Die dritte Rast befindet sich an der Wegegabelung Josefstraße/Mühlenstraße vor der Seitenwand einer ehemaligen Mühle. Diese heute 124 cm hohe, 35 cm breite und 200 cm lange Hochbank war in der Mitte zerbrochen und ist heute an der Stelle verklammert. Eine noch vorhandene, aber nur noch schwer zu entziffernde Inschrift lässt die Jahreszahl 1782 vermuten. Eine vierte Rast an der Ecke Bürresheimer Straße/Josefstraße hat eine Höhe von 128 cm. Sie stand vorher „Auf Staffels“ bei den Kriegerdenkmälern und ist hierhin aus verkehrstechnischen Gründen versetzt worden. Der Zustand der Rast lässt darauf schließen, dass sie noch aus ihren Originalbestandteilen besteht. Eine vermutete Inschrift könnte auf das Errichtungsjahr 1742 hindeuten. Ein 2018 renovierte fünfte Rast befindet sich „Im Eulenfeld“. Eine noch vorhandene Inschrift deutet auf eine Entstehungszeit Mitte des 18. Jahrhunderts hin. Die Rasten sind heute alle im Besitz der Gemeinde.
Lage 
50° 37′ 19,09″ N, 7° 13′ 24,06″ O
50° 37′ 8,31″ N, 7° 13′ 35,45″ O
50° 37′ 6,67″ N, 7° 13′ 37,07″ O
50° 37′ 14,61″ N, 7° 13′ 42,29″ O

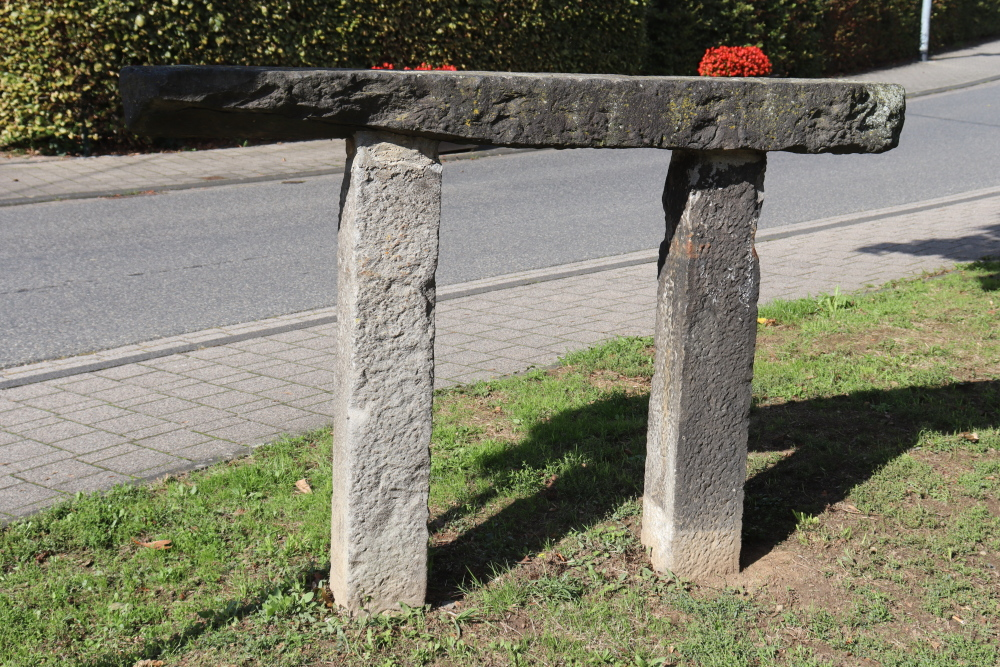
Steinrast vermutlich aus dem 18. Jahrhundert an der Bürresheimer Straße in Rheinbreitbach
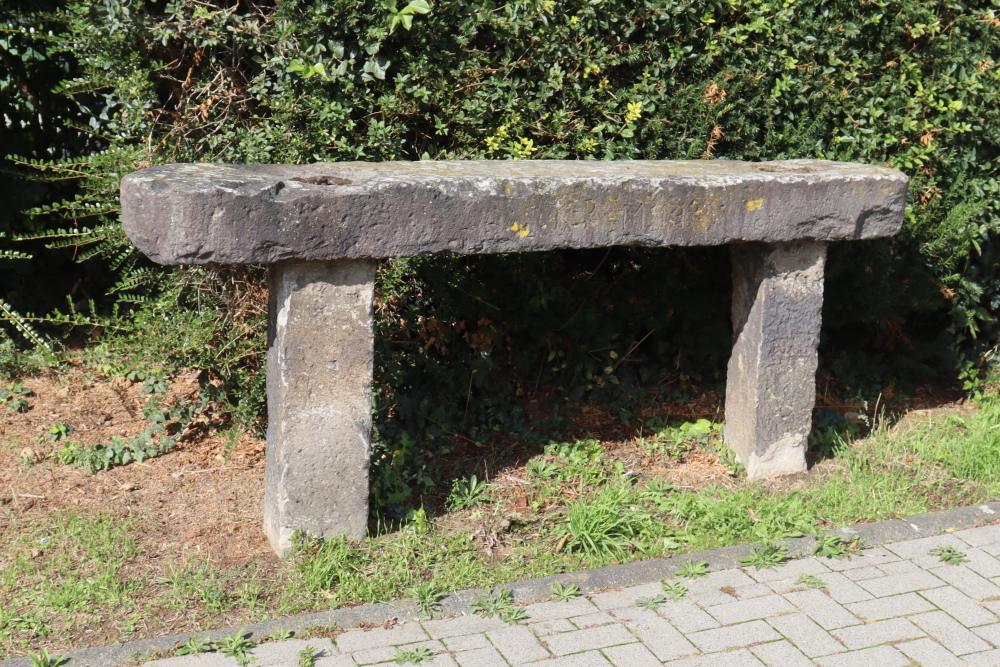
Steinrast Im Bendel in Rheinbreitbach
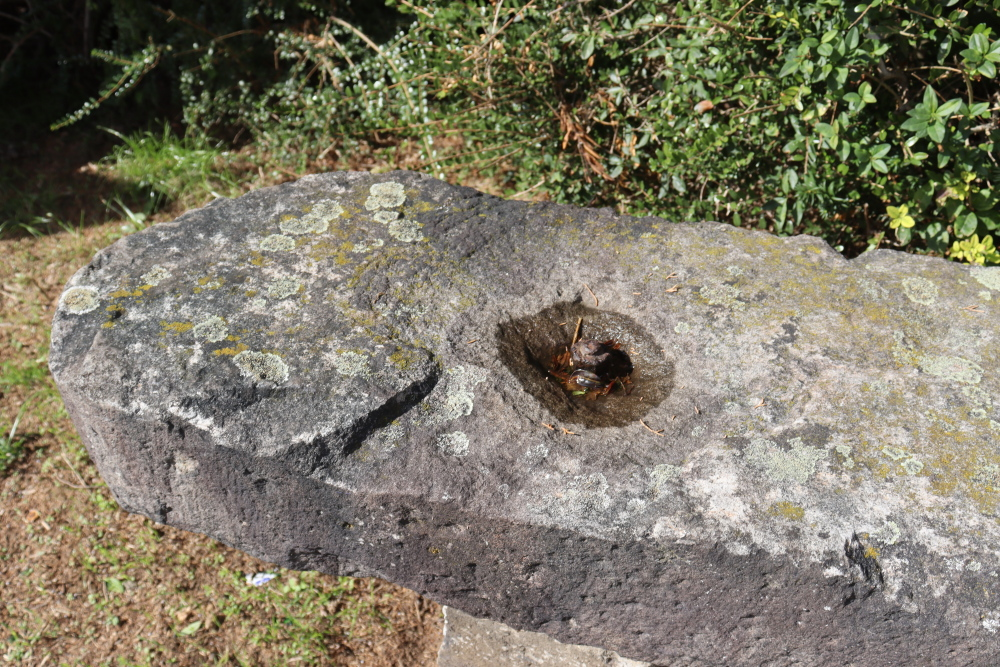
Verschraubung Rast Im Bendel Rheinbreitbach
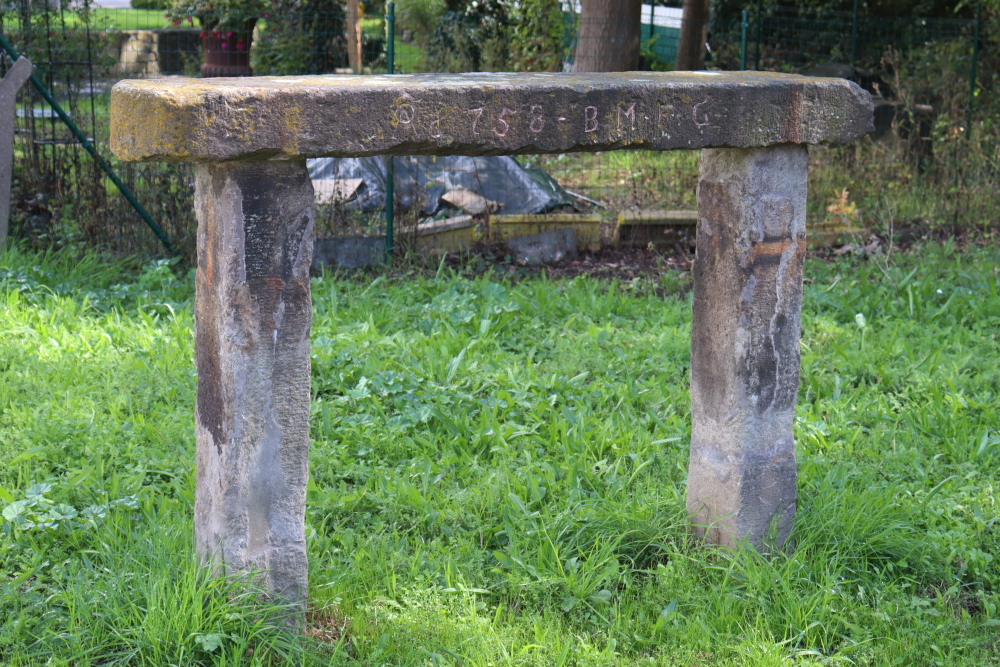
Hochbank der Steinrast Im Eulenfeld in Rheinbreitbach mit der Jahreszahl 1758
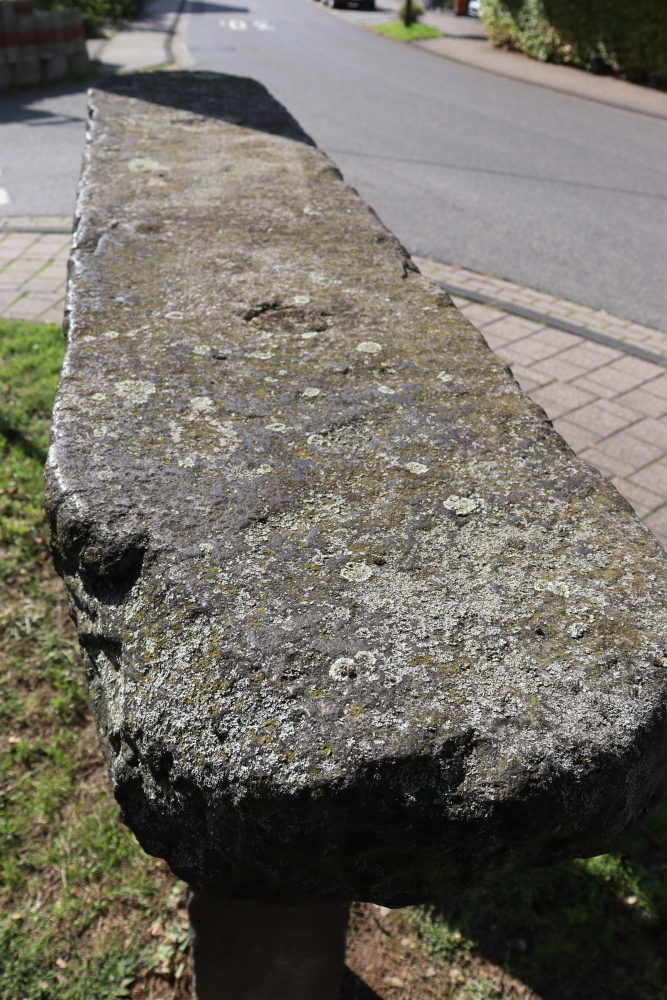
Hochbank Querriegel der Steinrast im Eulenfeld in Rheinbreitbach

#### Brohl-Lützing
Zwei Hochbänke mit je zwei Sitzbänken befinden sich in der Gemarkung Brohl-Lützing an der Bundesstraße 412 am Bahnübergang bei der Einfahrt zum Tönissteiner Heilbrunnen unweit der Schweppenburg. Das Ensemble stellt eine Besonderheit dar, da die Sitzbänke nicht wie sonst üblich seitlich neben den Hochbänken stehen, sondern als Tischgarnituren arrangiert sind. Dabei ersetzen durchgehende Steinblöcke die sonst gewohnten Bodenpfosten. Es handelt sich wohl um ein Neuarrangement als Sitzgarnituren unter Benutzung alter Steinrastelemente. Die Hochbänke scheinen jedoch original übernommen worden zu sein. Eine Besonderheit bei einer der Hochbänke sind die eingesetzten Eisenklammern mit Ringen am oberen Ende, in die der Querriegel eingehangen und an den Bodenpfosten arretiert ist.
Lage 
50° 28′ 0,63″ N, 7° 18′ 33,63″ O

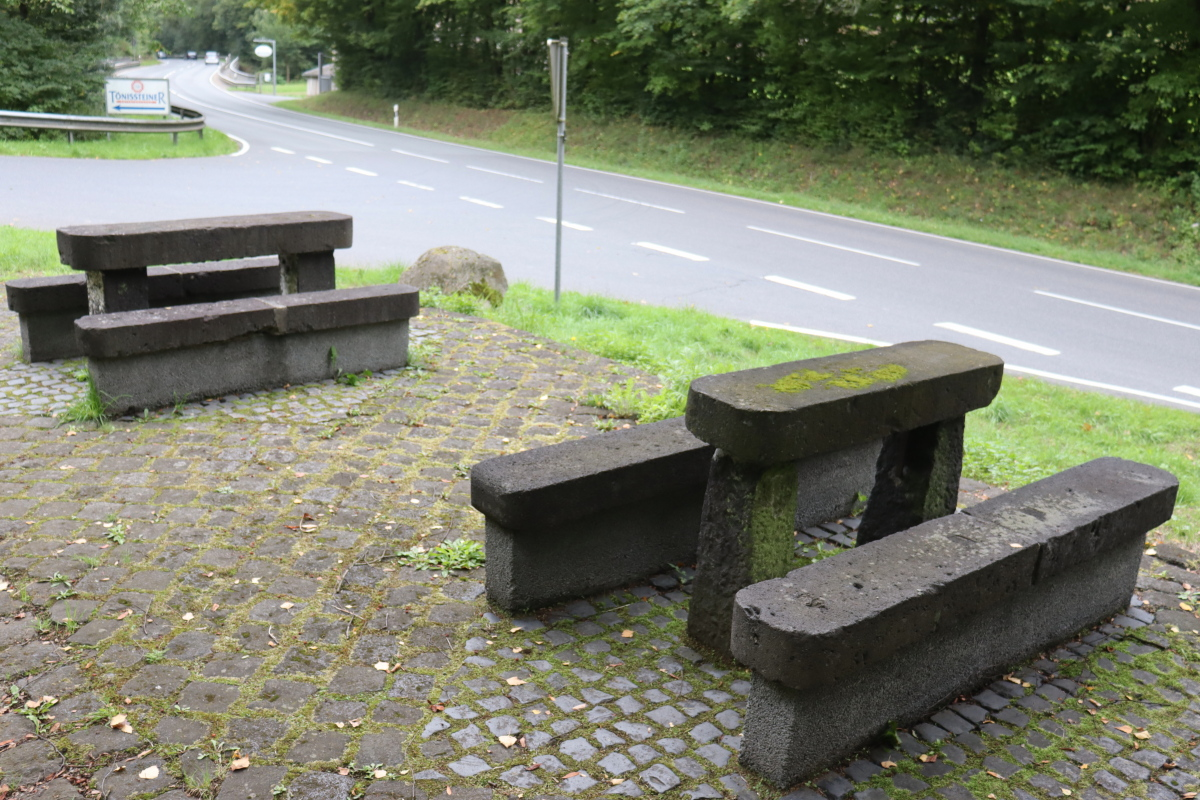
Steinrast Ensemble bei Brohl-Luetzing bestehend aus zwei Hochbänken mit Sitzbänken.
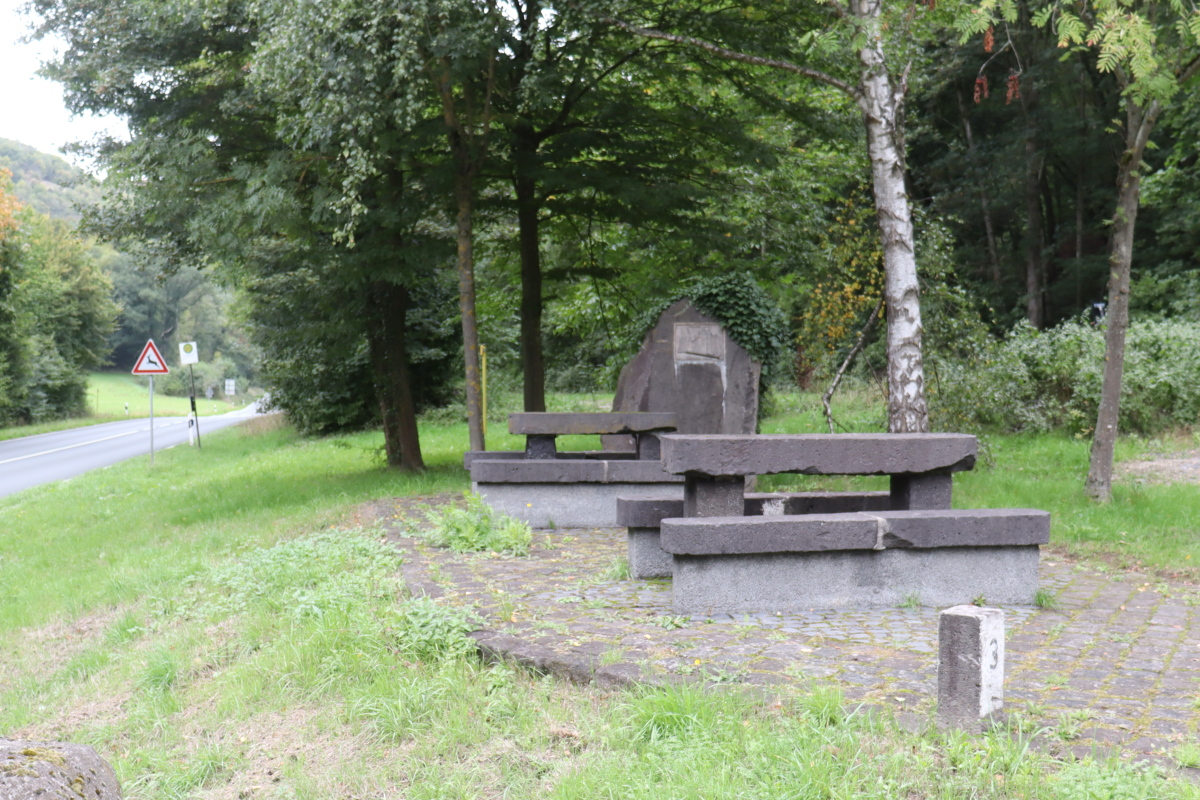
Steinrast Ensemble bei Brohl-Luetzing bestehend aus zwei Hochbänken mit Sitzbänken.
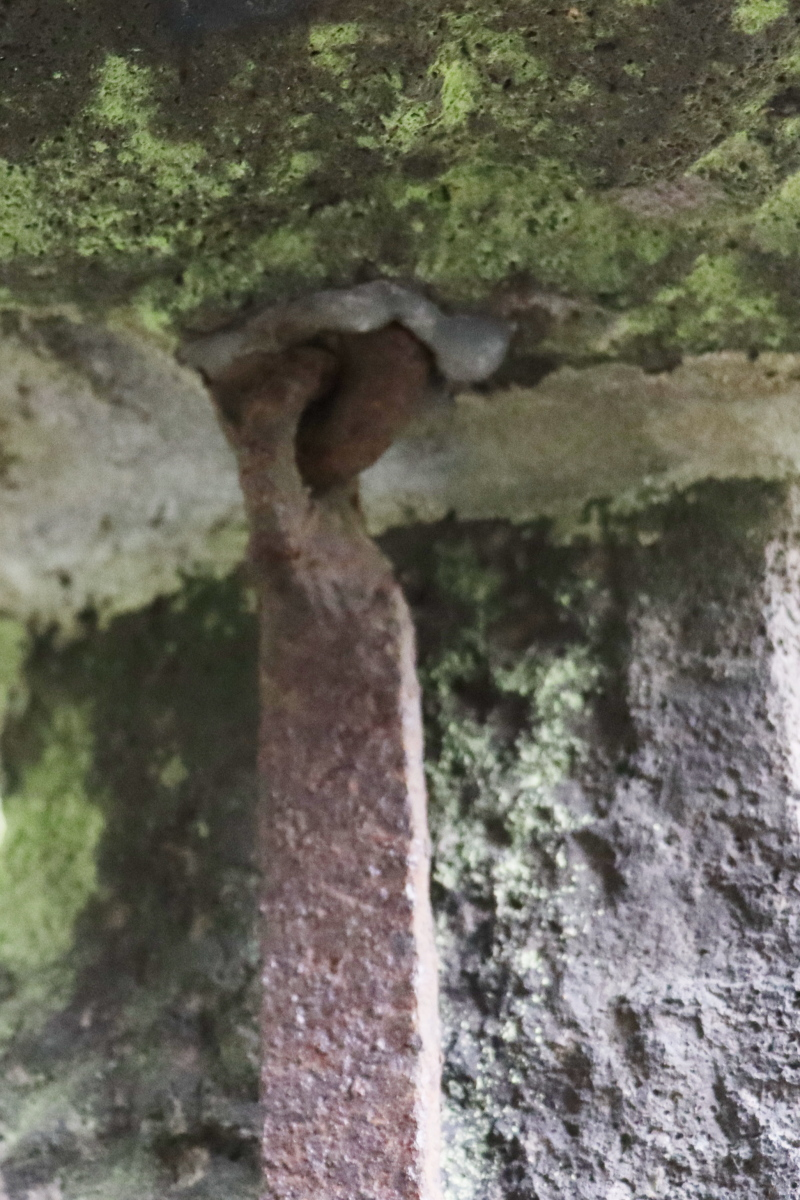
Eisenklammer Steinrast Hochbank Brohl-Luetzing mit Ringverbindung.
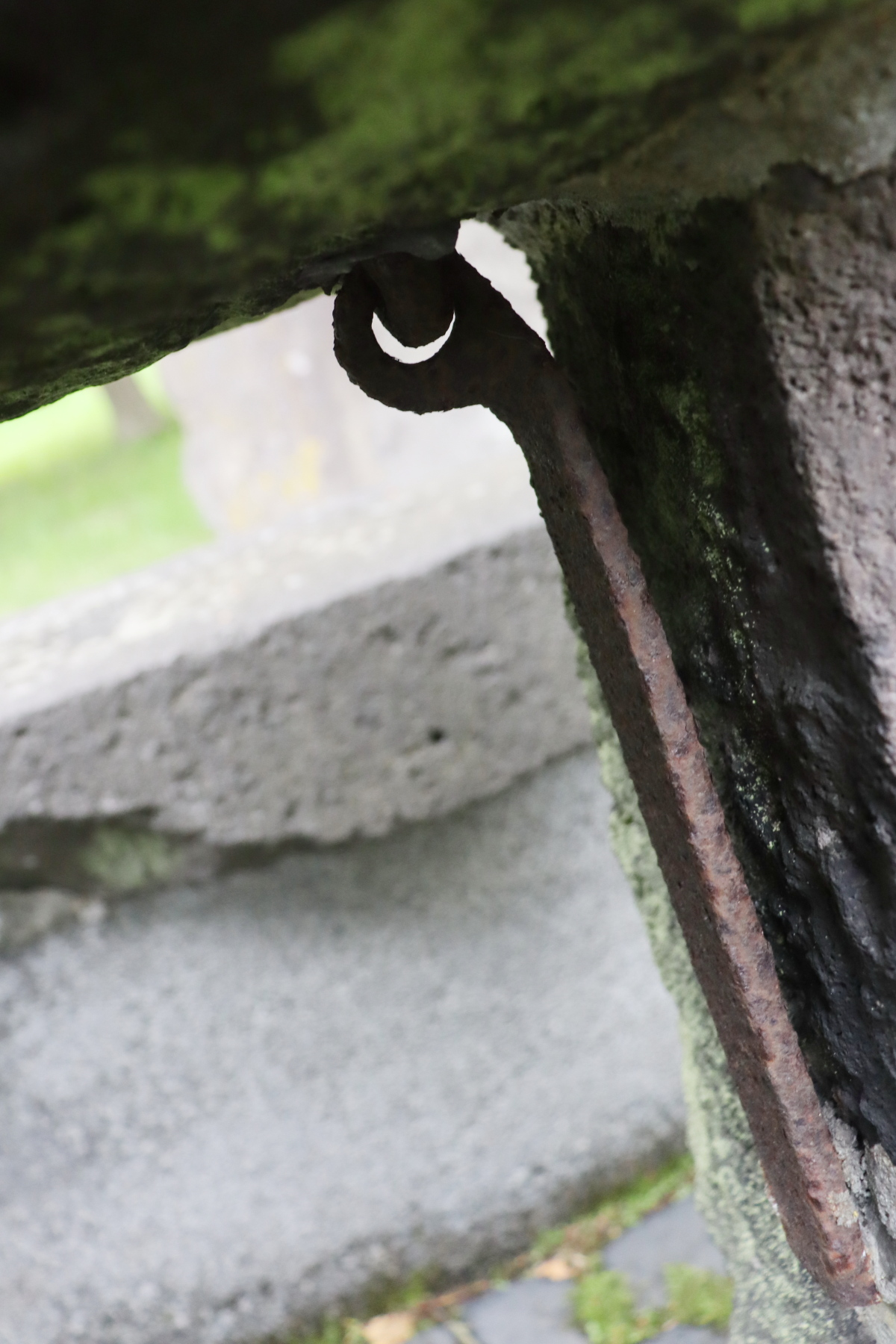
Eisenklammer Steinrast Hochbank Brohl-Luetzing mit Ringverbindung.

### Region Eifel

#### St. Johann bei Mayen
Unweit von Mayen in der Eifel liegt die Ortschaft St. Johann, zu der auch Schloss Bürresheim an der Mündung des Nitzbachs in die Nette gehört. In der Gemarkung von St. Johann befindet sich auch der historische Lavasteinbruch „Die Ahl“, der vor 400.000 Jahren beim Ausbruch des Hochsimmer Vulkans entstand.
An der Ecke K21/An der Räst, Ortsausfahrt St. Johann in Richtung Mayen befindet sich ein Steinrast Ensemble aus Basaltlava, bestehend aus einer Hochbank und einer geteilten Sitzbank neben einem Steinkreuz aus 1820. Ob die Steinrast zur gleichen Zeit aufgestellt wurde, ist nicht bekannt.
Lage 
50° 14′ 46,73″ N, 7° 12′ 9,84″ O

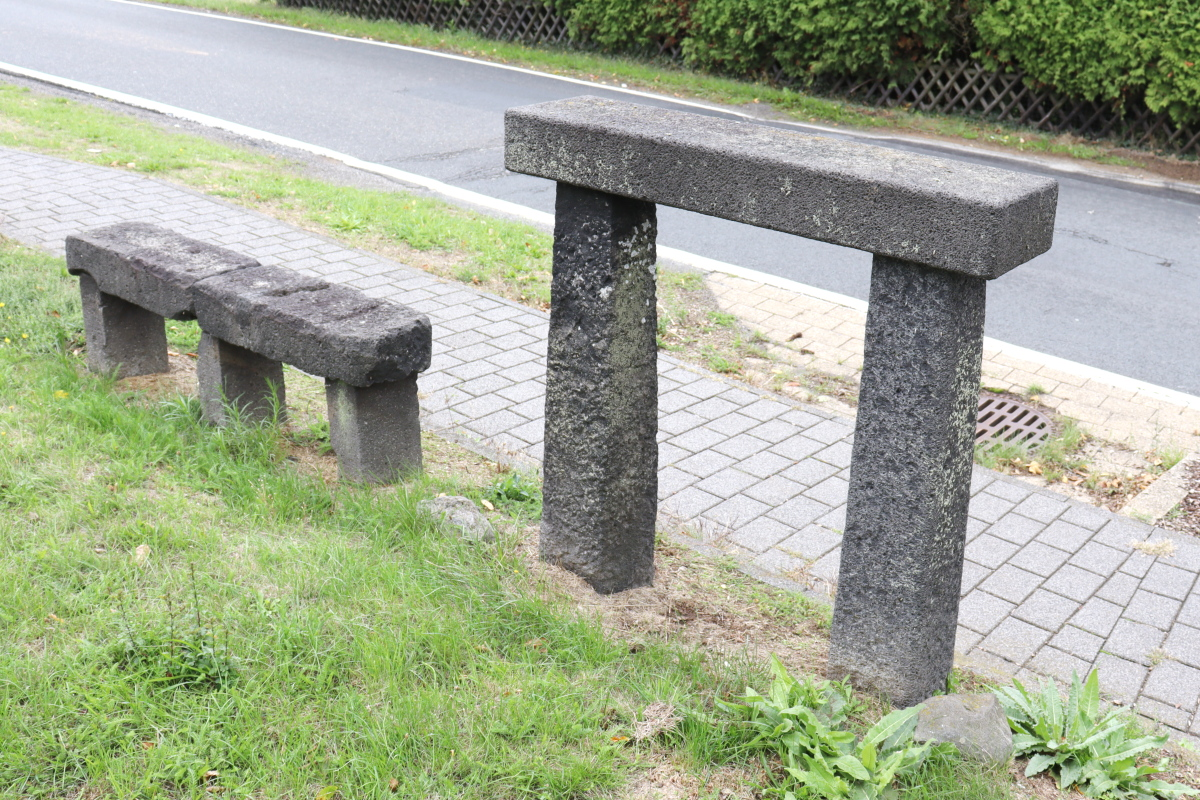
Steinrast Ensemble bestehend aus Hochbank und geteilter Sitzbank in St. Johann bei Mayen
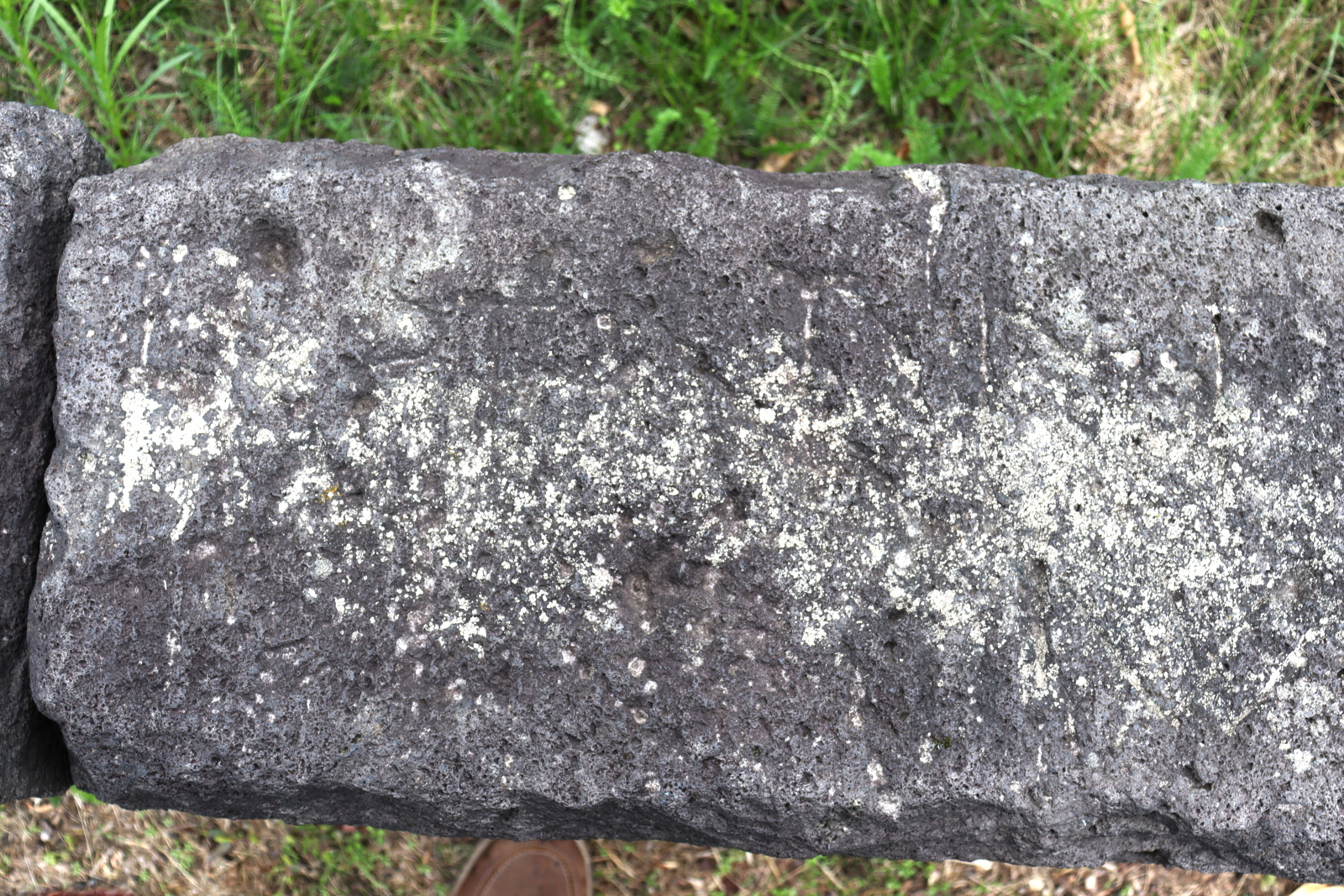
Steinrast Sitzbank aus Basaltlava (Ausschnitt) in St Johann Eifel mit vermuteten Schriftzeichen
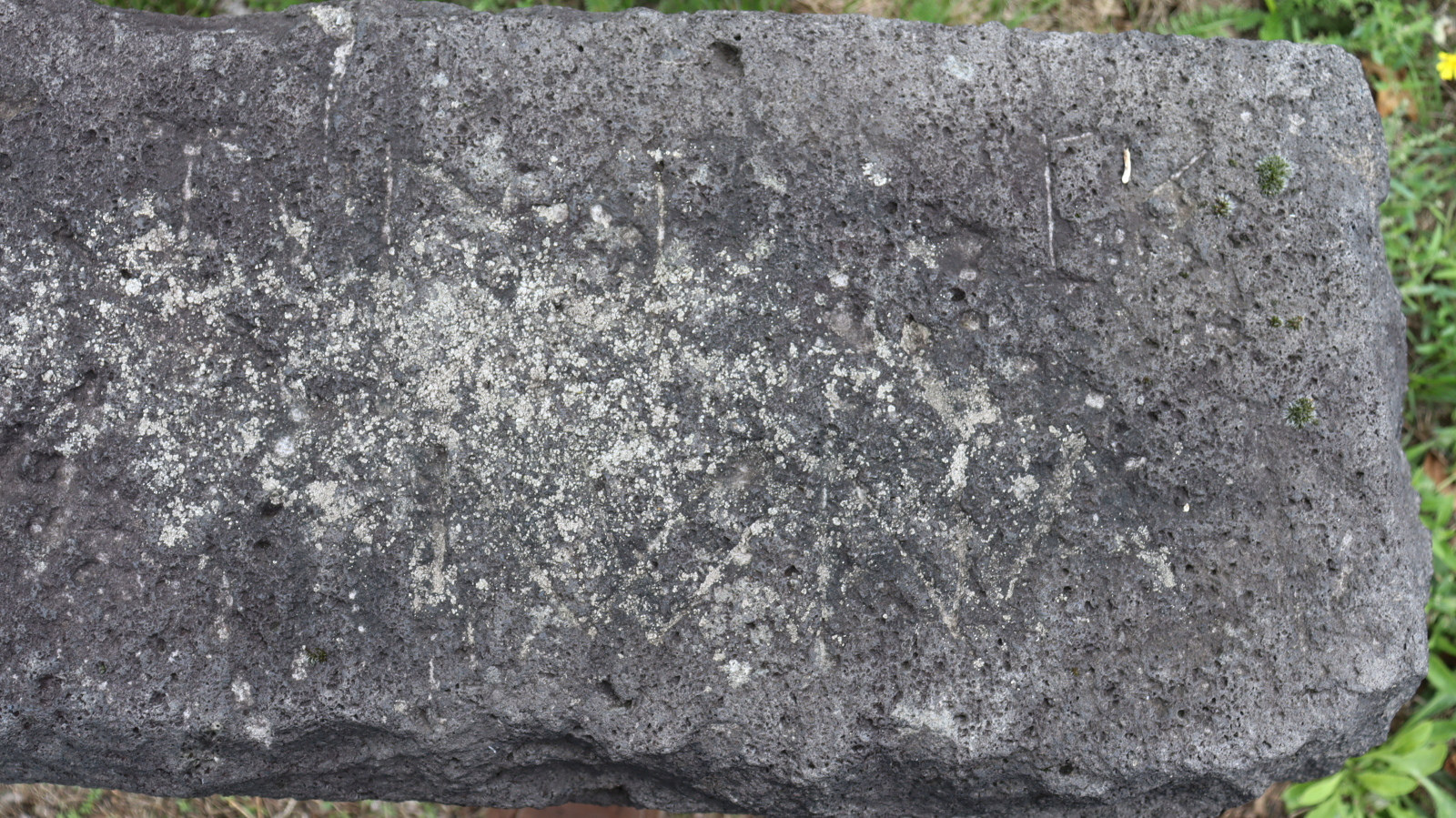
Steinrast Sitzbank aus Basaltlava (Ausschnitt) in St Johann Eifel mit vermuteten Schriftzeichen
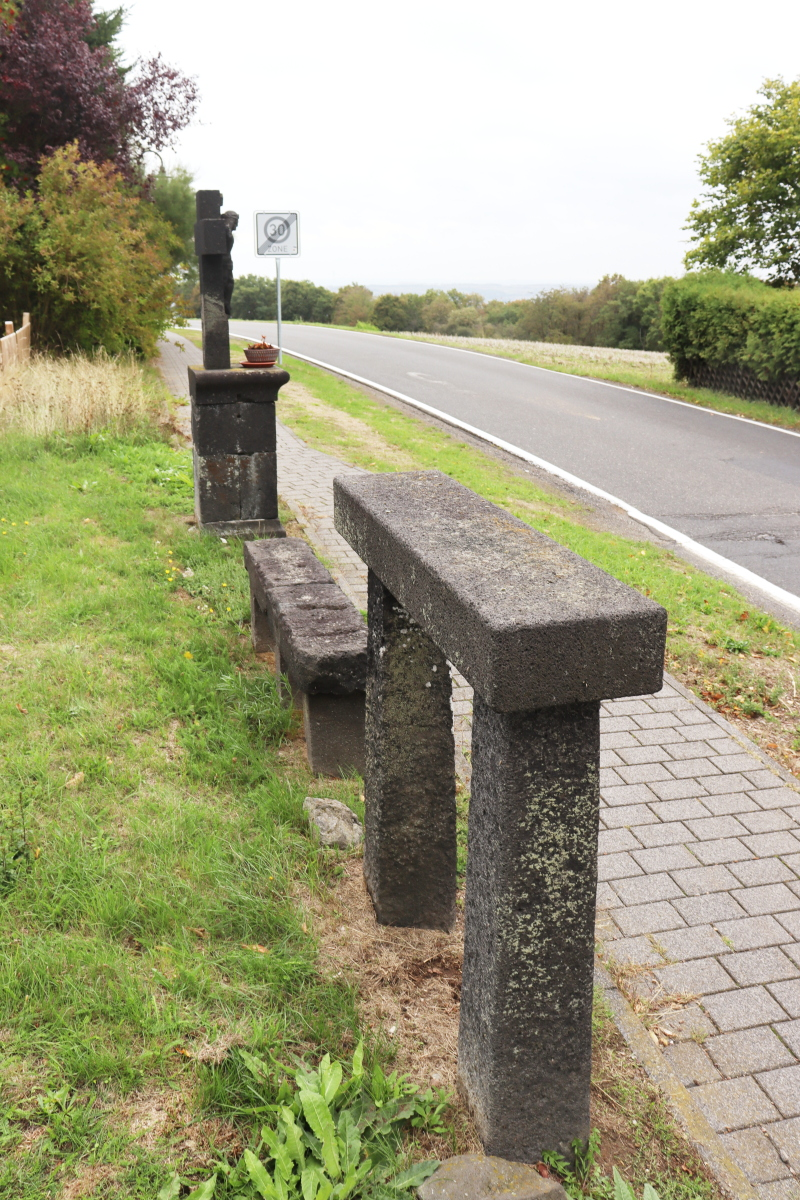
Steinrast St Johann Eifel mit Wegekreuz an der K21 am Ortsausgang Richtung Mayen

#### Kottenheim
Als bedeutender regionaler Marktort im Neuwieder Becken war die Stadt Mayen ein wichtiges Ziel der Handelswege aus den umliegenden Ortschaften. Ein Weg aus Kottenheim führte durch den Kottenheimer Wald über das Basaltgrubenfeld in Richtung Mayener Zentrum. Am Ortsausgang Kottenheim trägt ein noch bestehendes Teilstück den Namen Mayener Straße unterhalb des Waldstadions. Am Waldstadion vorbei führt er unbefestigt als Waldweg auf die Höhe Richtung Mayen. An einer leichten Rechtskurve befindet sich direkt am linken Wegesrand ein altes Steinrast Ensemble aus Basaltlava bestehend aus einer Hochbank und einer dreifüßigen Sitzbank. Die Sitzfläche wird von zwei aneinanderstoßenden Querriegeln gebildet. Noch in den Pfosten erkennbare Reste von ehemaligen Eisenklammern lassen vermuten, dass an der Rast auch Umbauten oder Reparaturen stattgefunden haben, wobei die eingesetzten Steinmaterialien auf wiederverwendete Originalelemente hindeuten. Unter Berücksichtigung der Entstehungszeit dieser Steinrasten, die bis ins 17. Jahrhundert zurückgehen kann, wurden in solchen Zeiträumen sicher auch wiederholte Reparatur- und Instandsetzungsarbeiten erforderlich. Dabei könnte es auch dazu gekommen sein, dass zwischendurch auch neue Bautechniken zum Einsatz kamen und alte Verfahren ablösten. Dies könnte dann auch zum Verzicht von früher eingesetzten Eisenklammern beim Verbinden von Steinelementen.
Lage 
50° 20′ 26,33″ N, 7° 14′ 39,99″ O

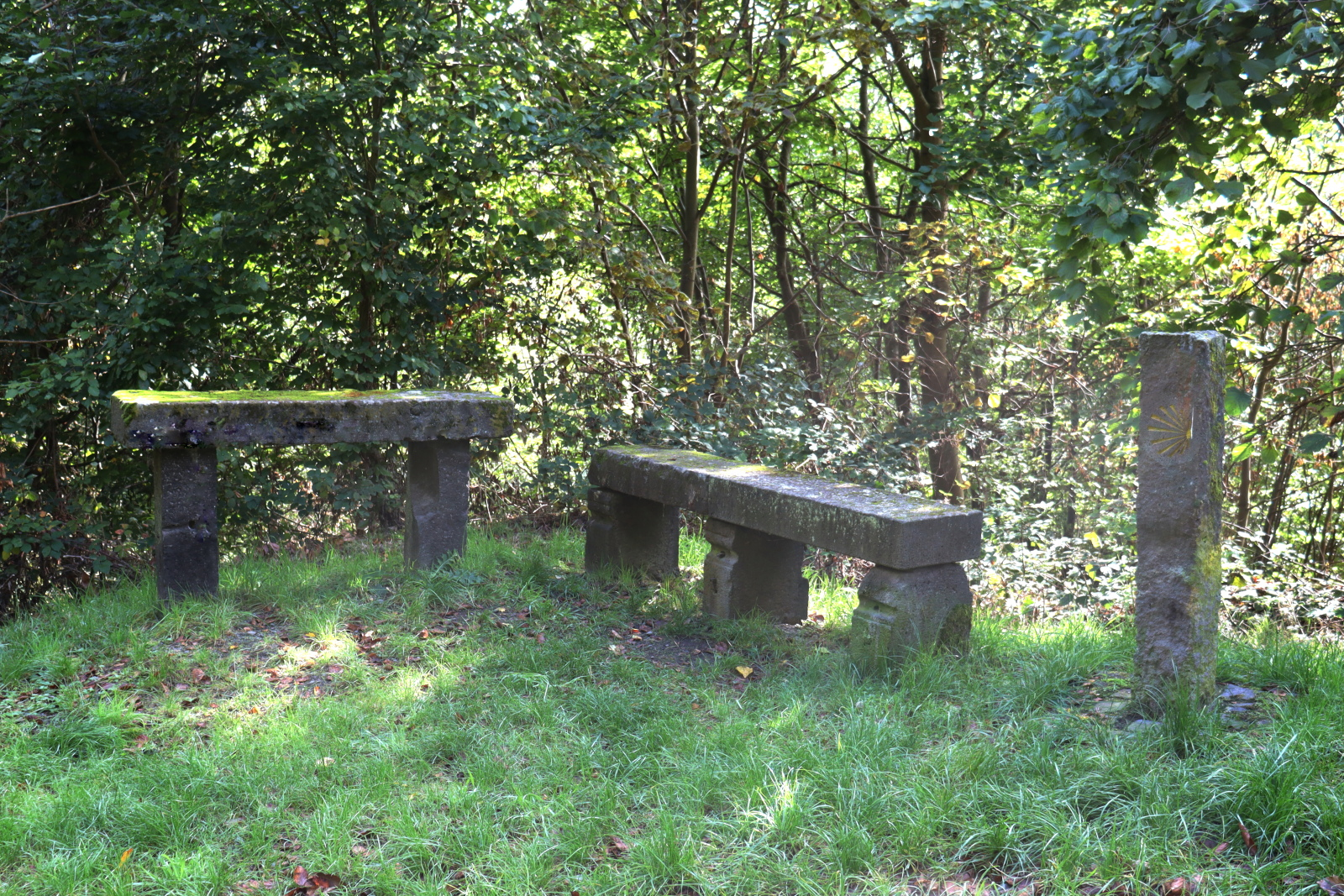
Steinrast im Kottenheimer Wald bestehend aus einer Hochbank und einer dreifüßigen Sitzbank.
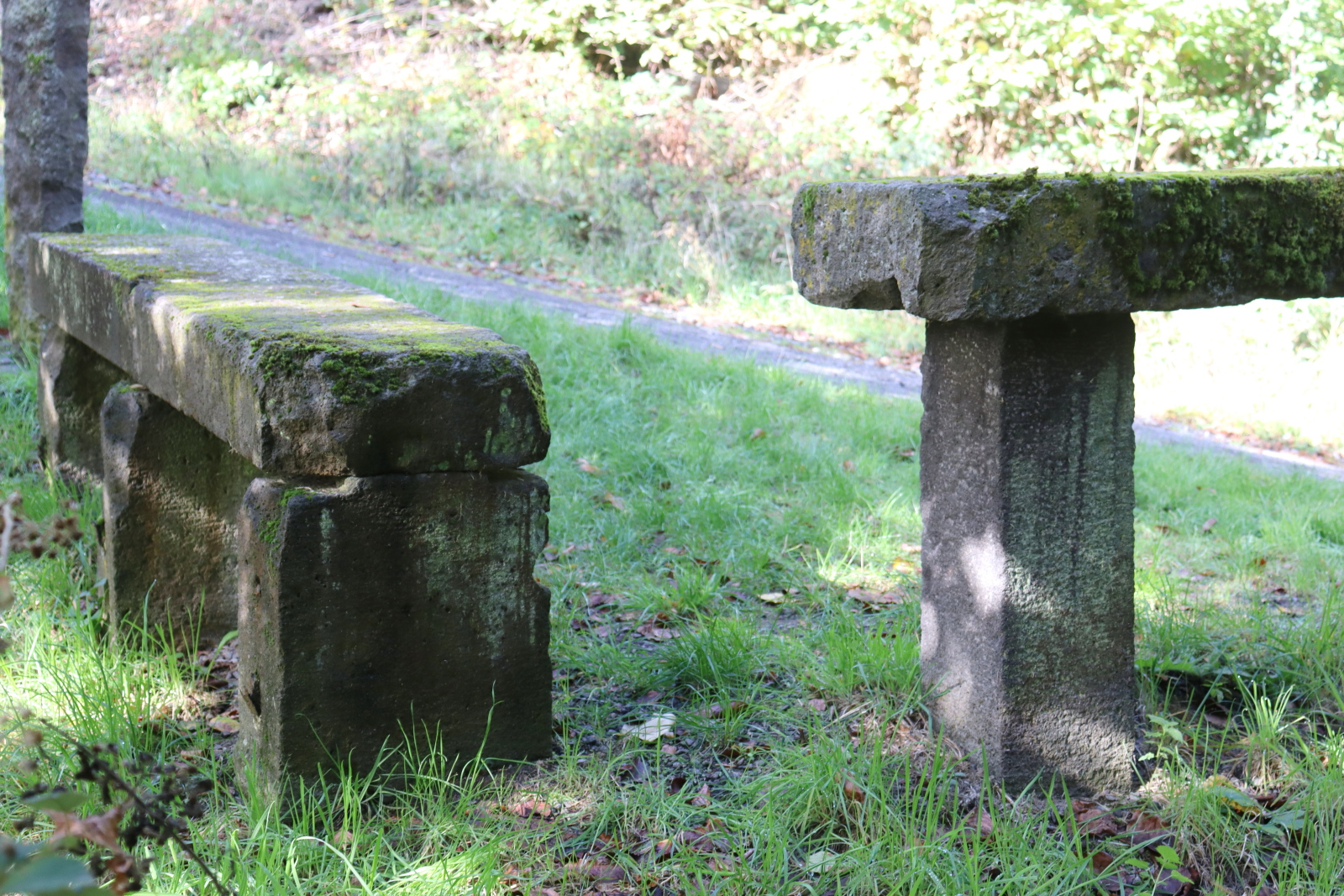
Steinrast im Kottenheimer Wald bestehend aus einer Hochbank und einer dreifüßigen Sitzbank.
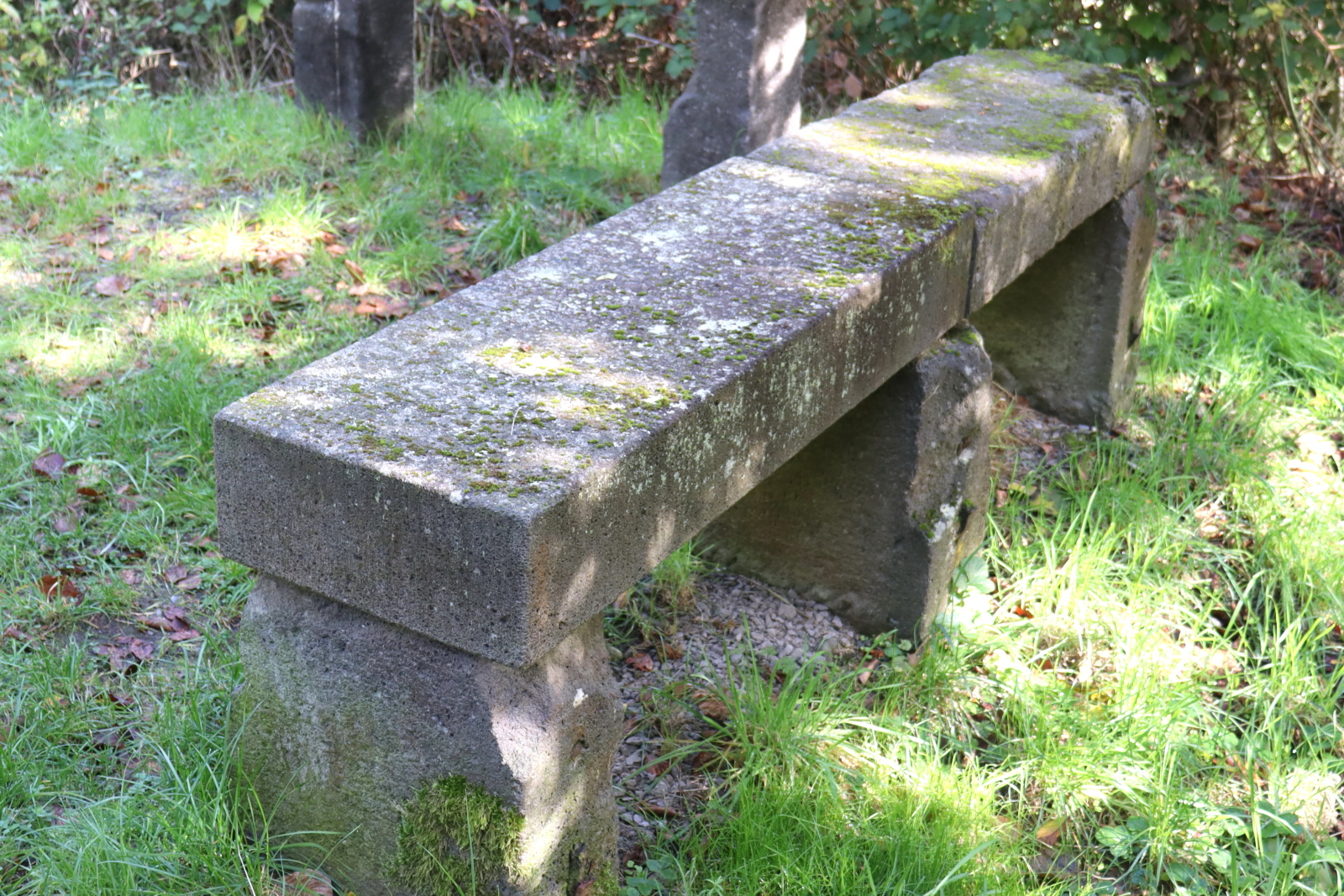
Dreifüßige Sitzbank der Steinrast aus Basaltlava im Kottenheimer Wald.
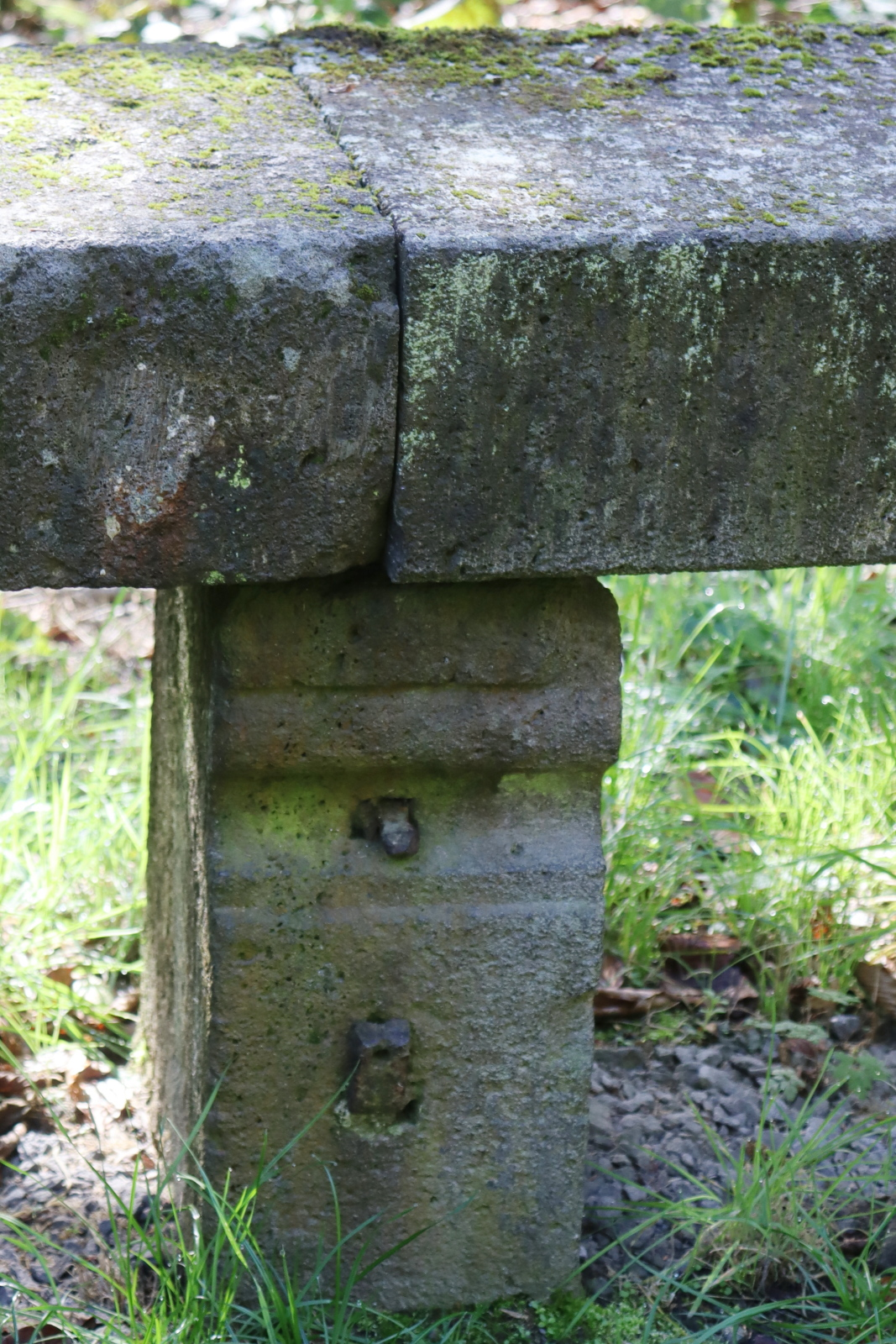
Mittelpfosten der Sitzbank der Kottenheimer Steinrast aus Basaltlava.

#### Mendig
Eine Hochbank mit flankierender Sitzbank befindet sich am Ortsausgang Bell Richtung Mendig. Nach Mitteilung eines Ortsansässigen stand die Steinrast ursprünglich wohl sehr nahe an der Straße und etwas höher Richtung Mendig. Zusammen mit dem nebenstehenden Basaltkreuz wurde sie um ca. 50 Meter hin zum heutigen Wasserbehälter Richtung Bell versetzt. Eine „gestörte“ Rast mit Sitzbank befindet sich an der L82 bei den Roder Höfen von Bell nach Ettringen. Auffallend ist hier Verbindungstechnik des Sitzbank Querriegels mit den Bodenpfosten in Form einer teilweisen Überblattung.
Der Querriegel der gestörten Hochbank fehlt. Bis 1968 stand eine weitere Räst am „Hassebuhr“ innerhalb der Ortschaft. Sie wurde Opfer von Umbaumaßnahmen der Quellfassung des Bellerbach und der bis 1968 hier existierenden Trinkwasserquelle. Der Hassebuhr diente bis dahin auch als innerörtliche Waschstätte.
Lage 
50° 22′ 57,84″ N, 7° 14′ 42,89″ O
50° 22′ 36,98″ N, 7° 12′ 47,21″ O

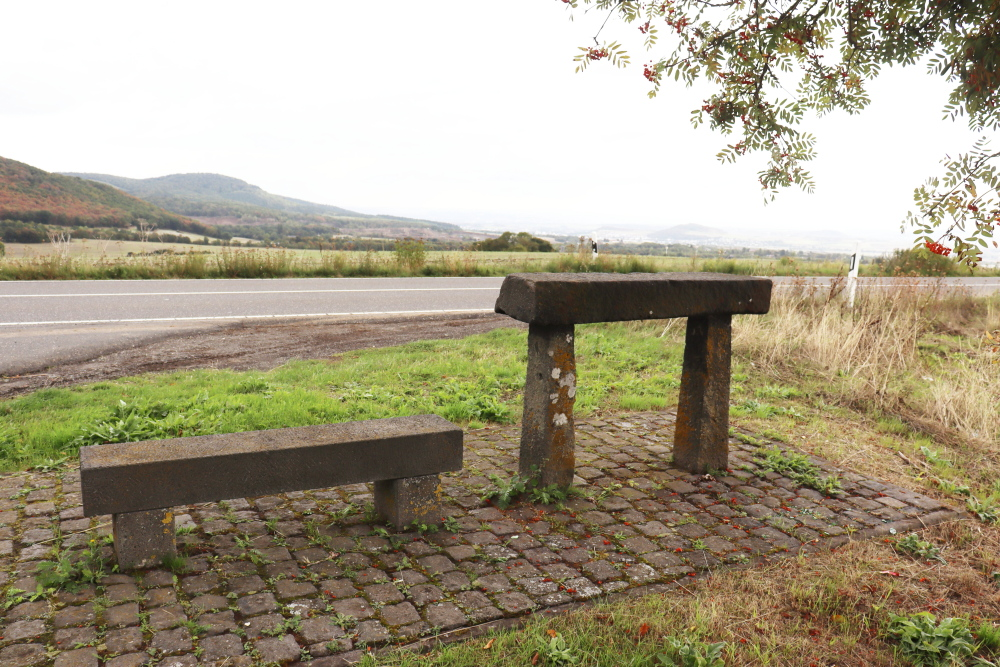
Steinrast Ensemble aus Basaltlava an der L120 am Ortsausgang von Bell Richtung Mendig.
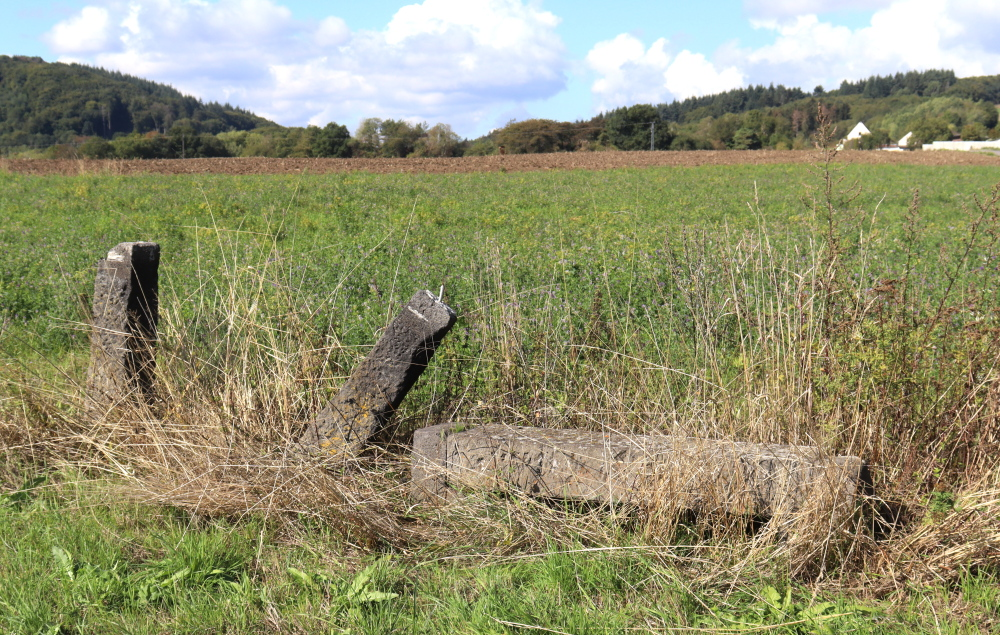
Steinrast aus Basaltlava mit gestörter Hochbank an der L82 bei den Roderhöfen bei Bell in der Eifel.
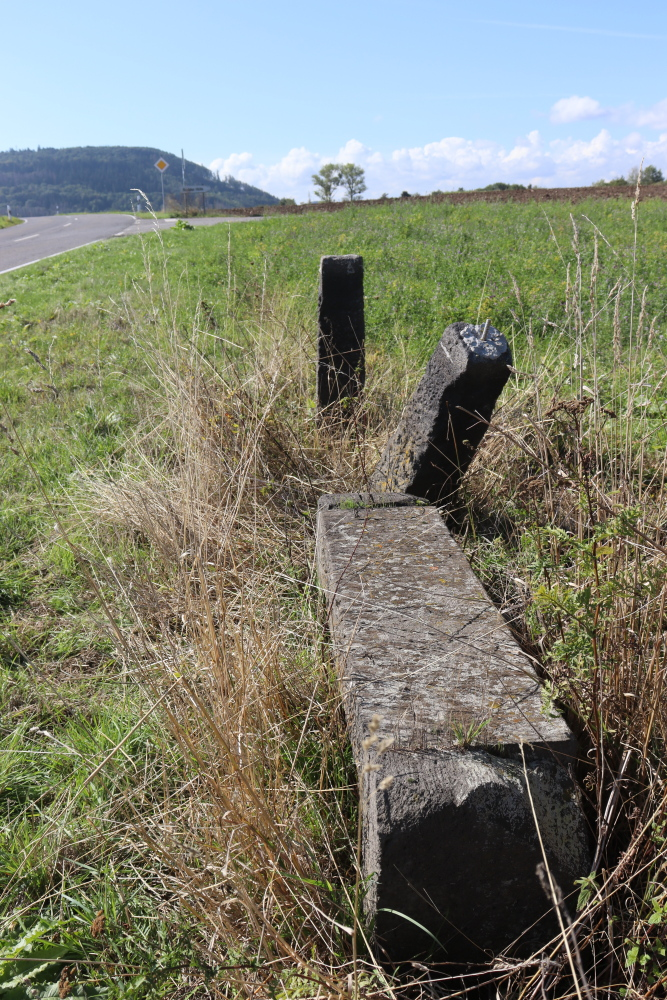
Steinrast aus Basaltlava mit gestörter Hochbank an der L82 bei den Roderhöfen bei Bell in der Eifel.
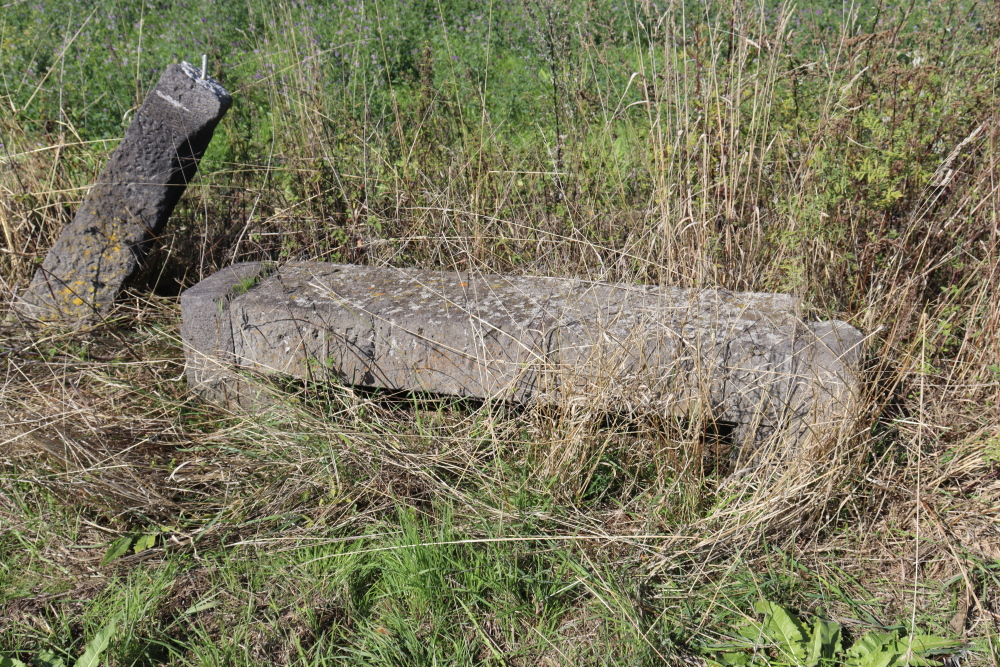
Steinrast Sitzbank an der L82 bei den Roderhöfen bei Bell in der Eifel neben dem Pfosten der gestörten Hochbank.
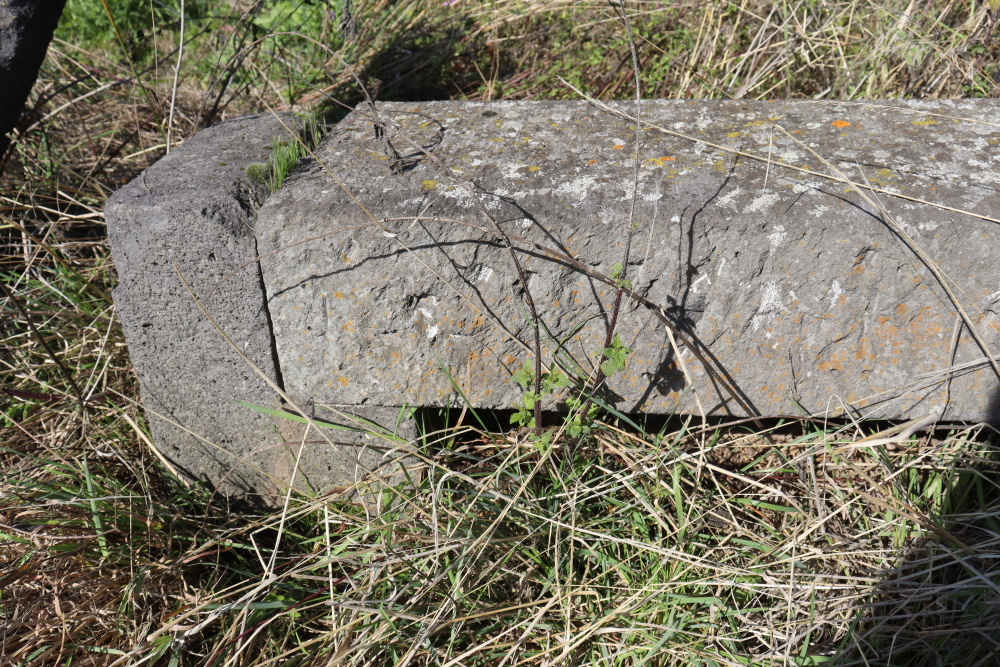
Steinrast Sitzbank an der L82 bei den Roderhöfen bei Bell in der Eifel

#### Plaidt
Die vom hiesigen Geschichtsverein gesicherte ehemalige Steinrast vom 2014 niedergelegten Burgerhaus am Burgerberg wurde 2017 zusammen mit einem Kreuz und einem historischen Kilometerstein in der Rauschermühlenstraße neu errichtet. Der obeliskförmige Kilometerstein wird der französischen Zeit zugeordnet, die Steinrast soll aus dem 17. Jahrhundert stammen. Das Rast Ensemble aus Basaltlava besteht aus einer Hochbank und einer dreifüßigen Sitzbank. Die Sitzfläche besteht aus zwei Steinriegeln, die früher über dem mittleren Stein wohl beidseitig mit einer Eisenklammer verbunden waren, wie noch vorhandene Eisenreste andeuten.
Eine besondere Landmarke bildete der alte Standort der Anlage am heute nicht mehr vorhandenen Burgerhaus. Hier liefen die Gemarkungsgrenzen der Orte Andernach, Eich, Kretz, Miesenheim, Nickenich und Plaidt sternförmig zusammen. Wie auf dem noch erhaltenen und wieder aufgestellten steinernen Wegweiser zu lesen ist, kreuzten sich hier auch die Wege Andernach-Kruft (Entfernung 8 km) und Plaidt-Nickenich (Entfernung 7 km). An der hier vermuteten römischen Fernverbindung nach Andernach soll bereits eine Römerwarte (Wachturm) gestanden haben. Schon vor 1842 soll hier bereits im 17. Jahrhundert eine Familie ein Haus bewohnt haben.
Das 1842 errichtete Gehöft diente jahrzehntelang auch als beliebtes Ausflugsziel, bevor es 2014 wegen darunter liegenden Bimsvorkommen abgerissen wurde.
Heute erinnern vom Geschichtsverein Nickenich aufgestellte Basaltstelen mit thematischen Hinweisen an die wechselvolle Geschichte dieses besonderen Ortes.
Lage 
50° 23′ 29,19″ N, 7° 23′ 52,82″ O
50° 24′ 48,38″ N, 7° 22′ 46,07″ O

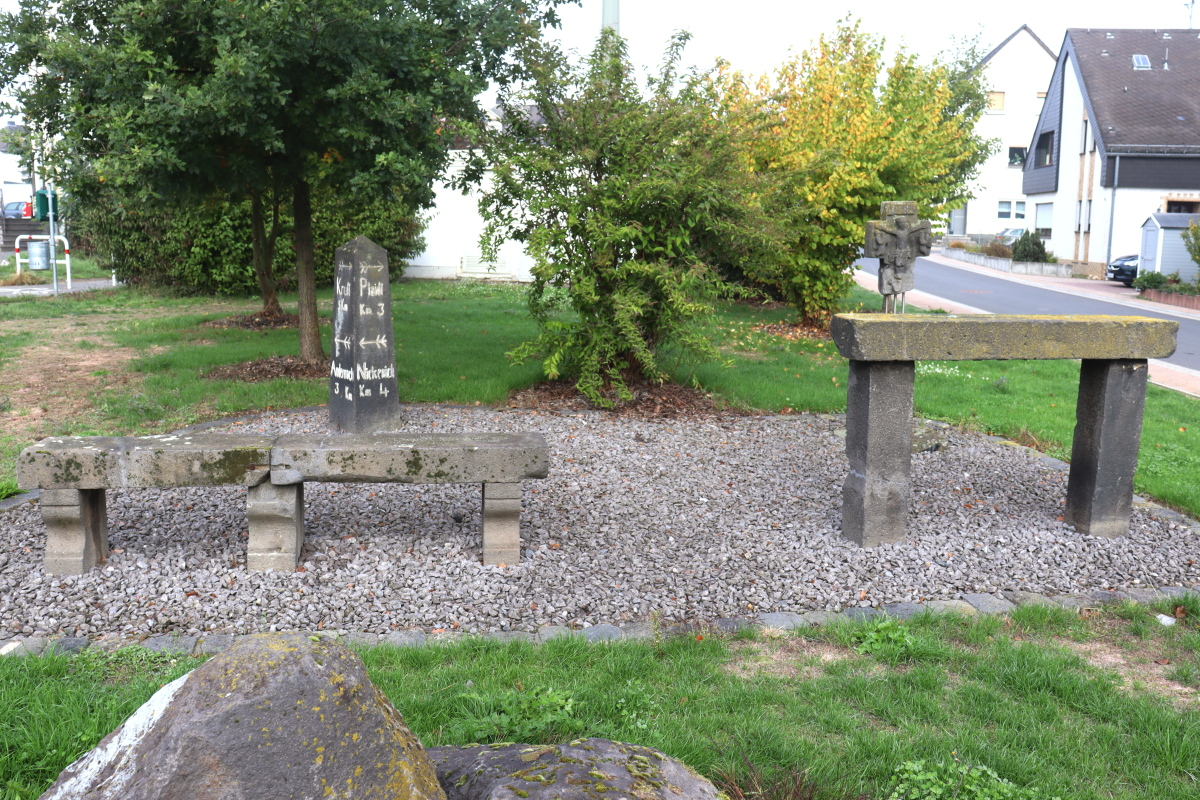
Steinrast Ensemble aus Basaltlava an der Rauschermühlenstraße in Plaidt.
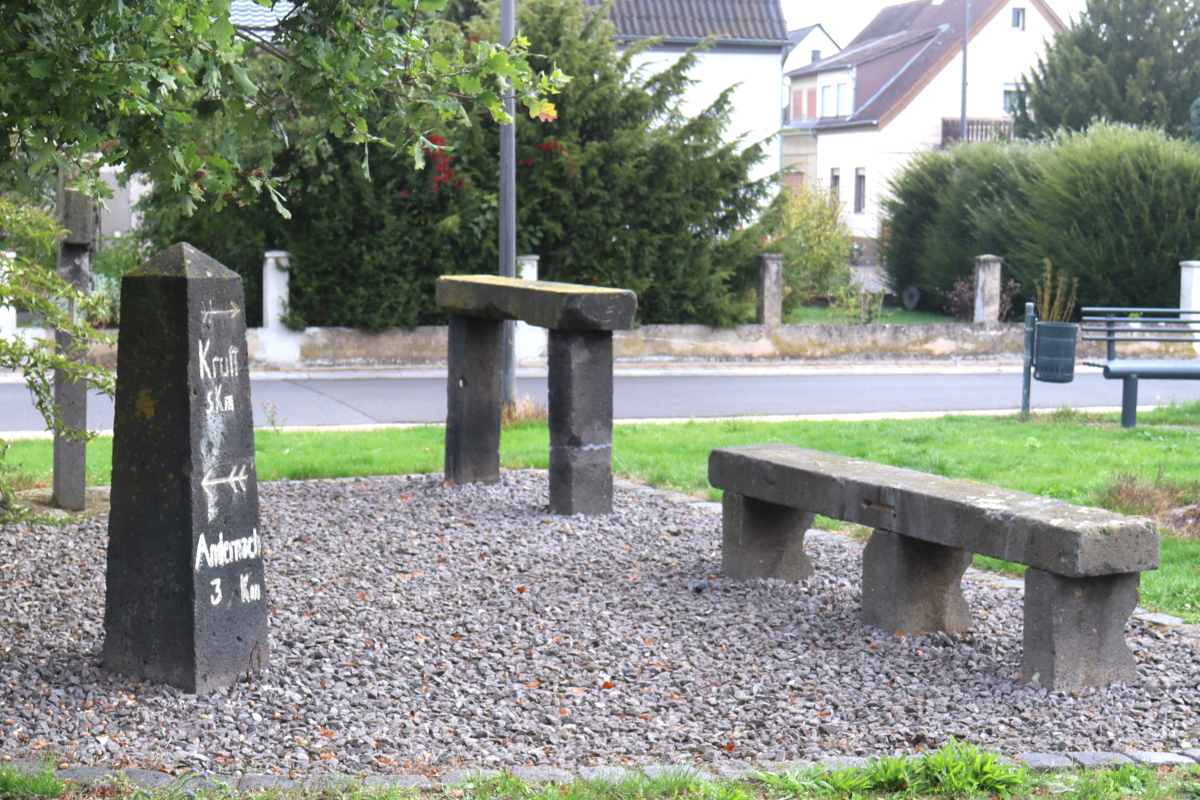
Steinrast Ensemble aus Basaltlava an der Rauschermühlenstraße in Plaidt.
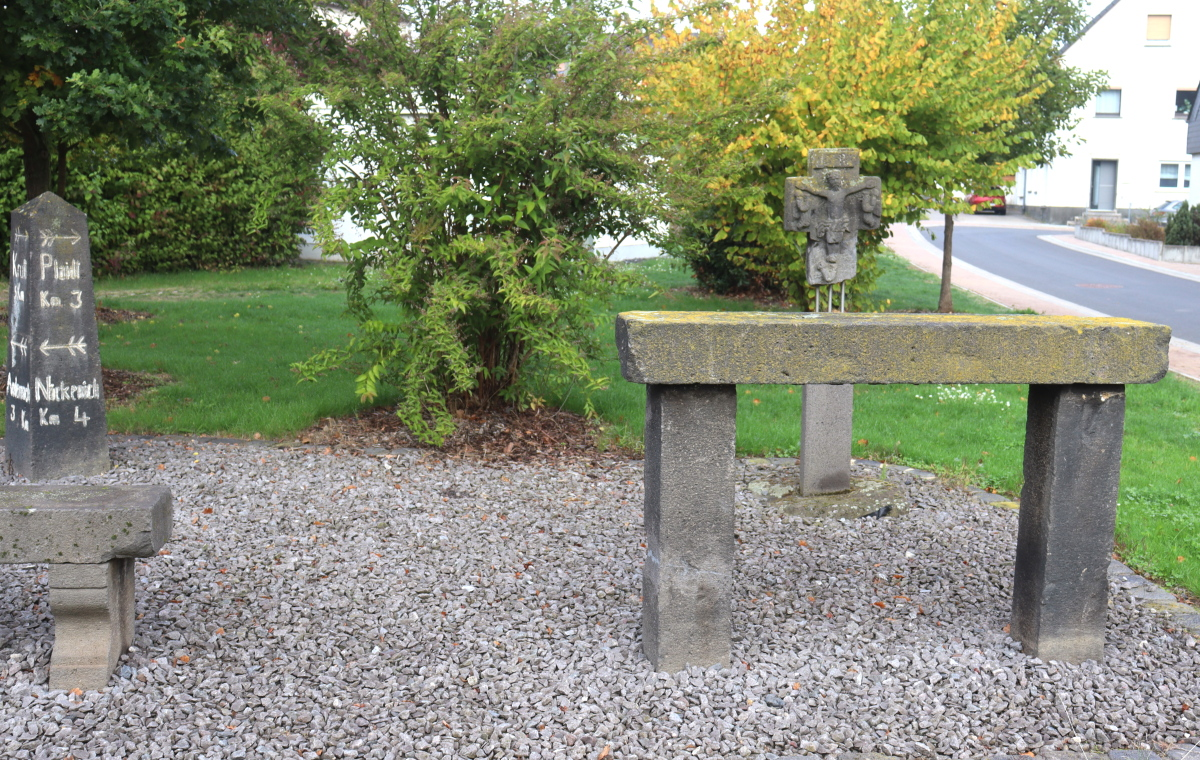
Steinrast Ensemble aus Basaltlava an der Rauschermühlenstraße in Plaidt.
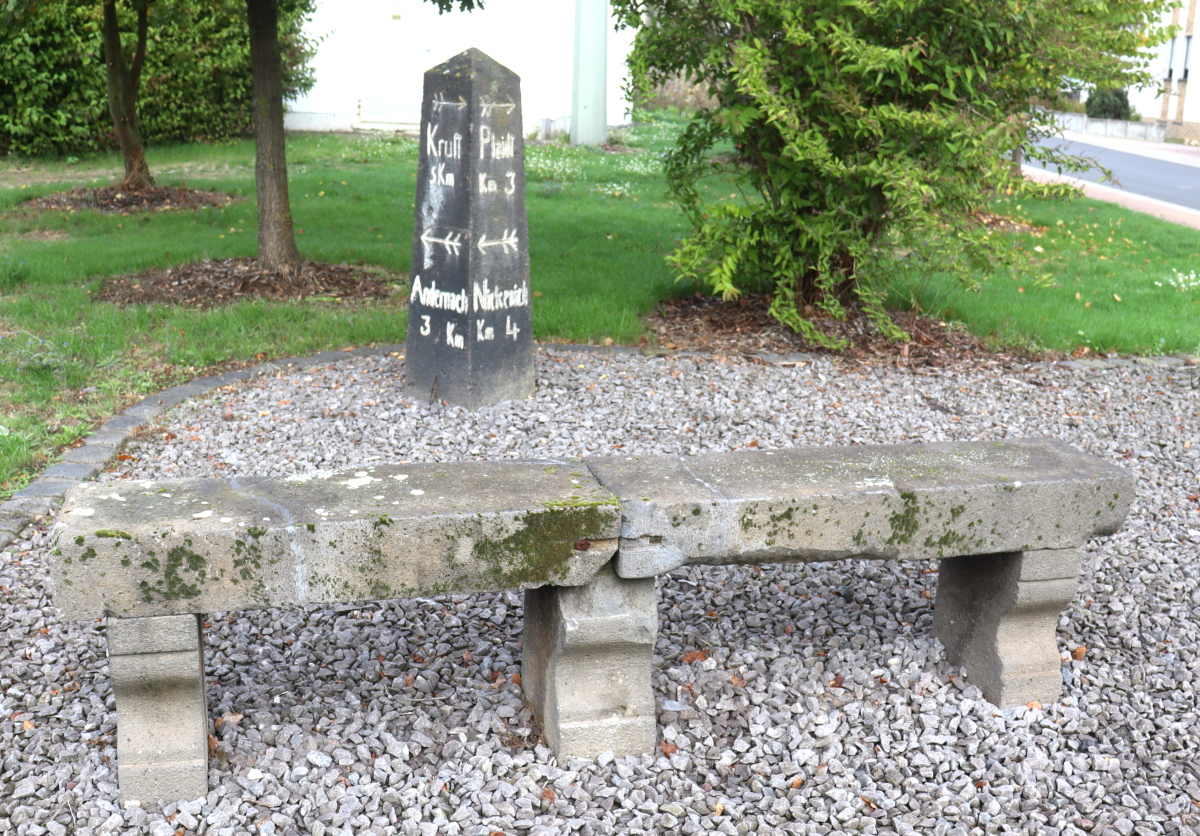
Dreifüßige Sitzbank der Steinrast aus Basaltlava an der Rauschermühlenstraße in Plaidt.
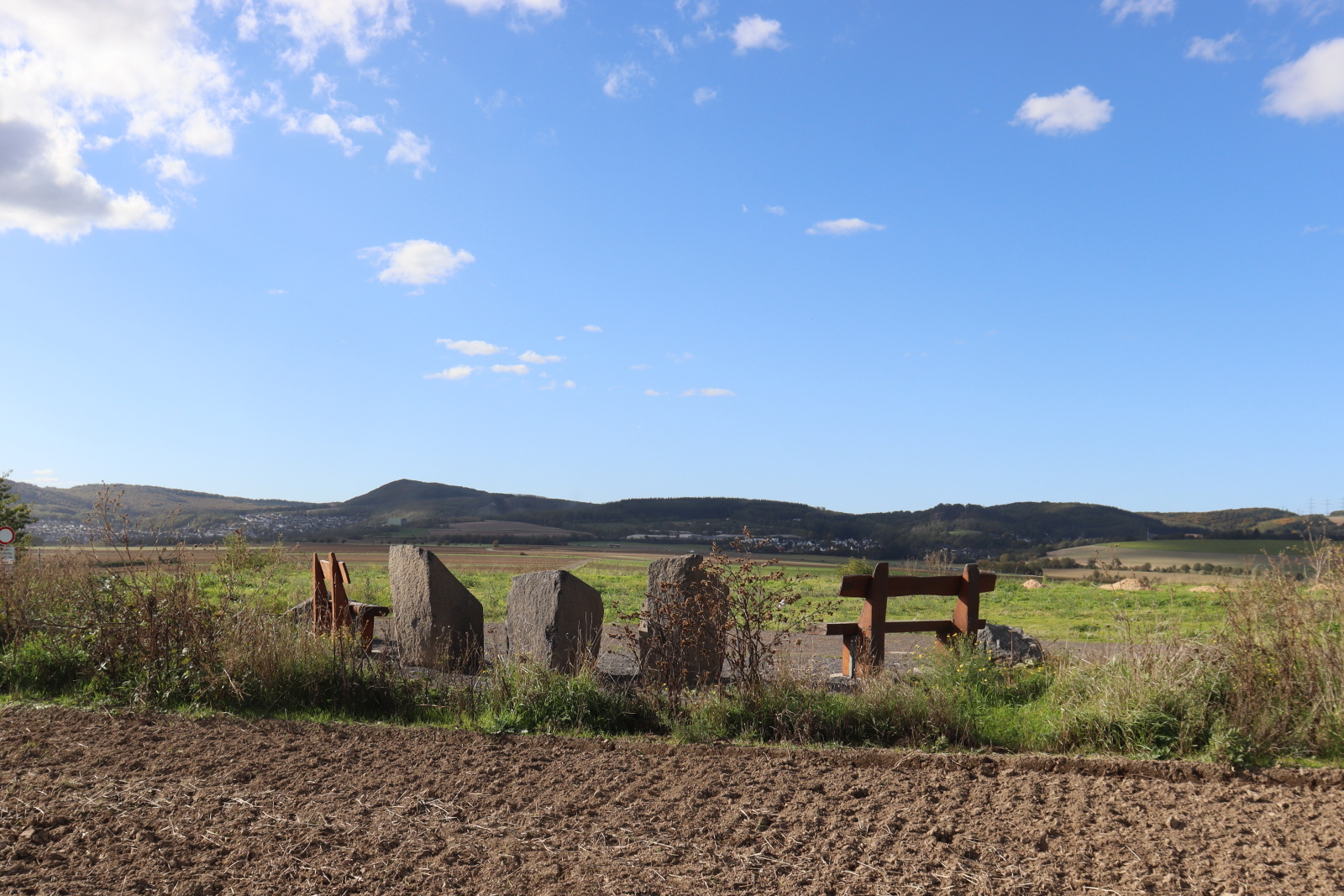
Ehemaliger Standort Burgerhaus Andernach mit Erinnerungsstehlen.

### Region Untermosel

#### Lehmen
Eine Hochbank mit Sitzbank aus Basaltlava befindet sich an der L82 im Lehmener Flur Im Kernstück zusammen mit einem steinernen Wegweiser. Etwas höher südwestlich der Lehmerhöfe befindet sich an der L82 in Nachbarschaft eines Bildstocks von 1759 eine Steinrast mit zwei Sitzbänken zusammen mit einem steinernen Wegweiser.
Lage 
50° 16′ 58,57″ N, 7° 26′ 34,03″ O
50° 16′ 40,19″ N, 7° 26′ 10,36″ O

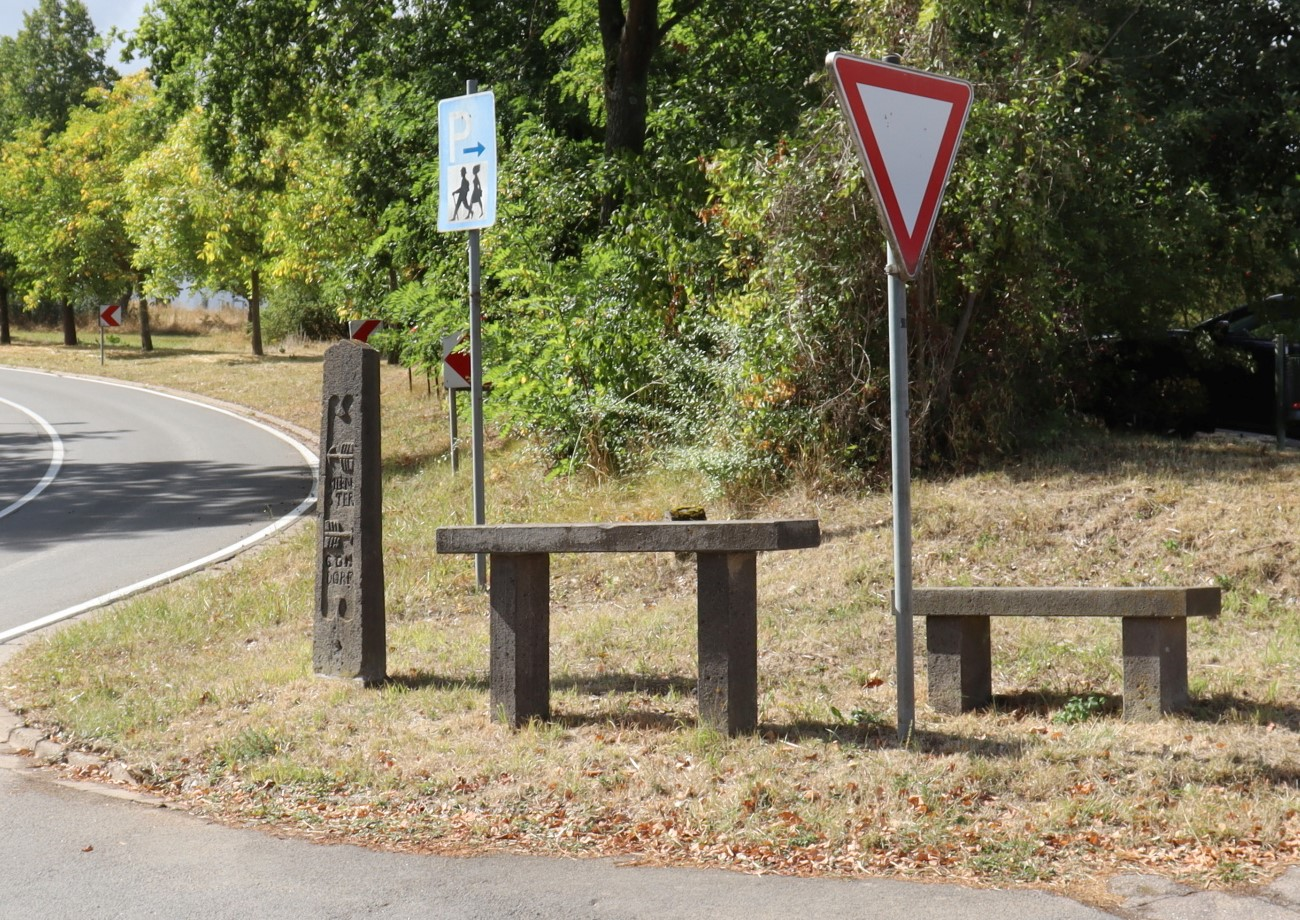
Steinrast in Lehmen an der L82 am Flur Im Kernstück.
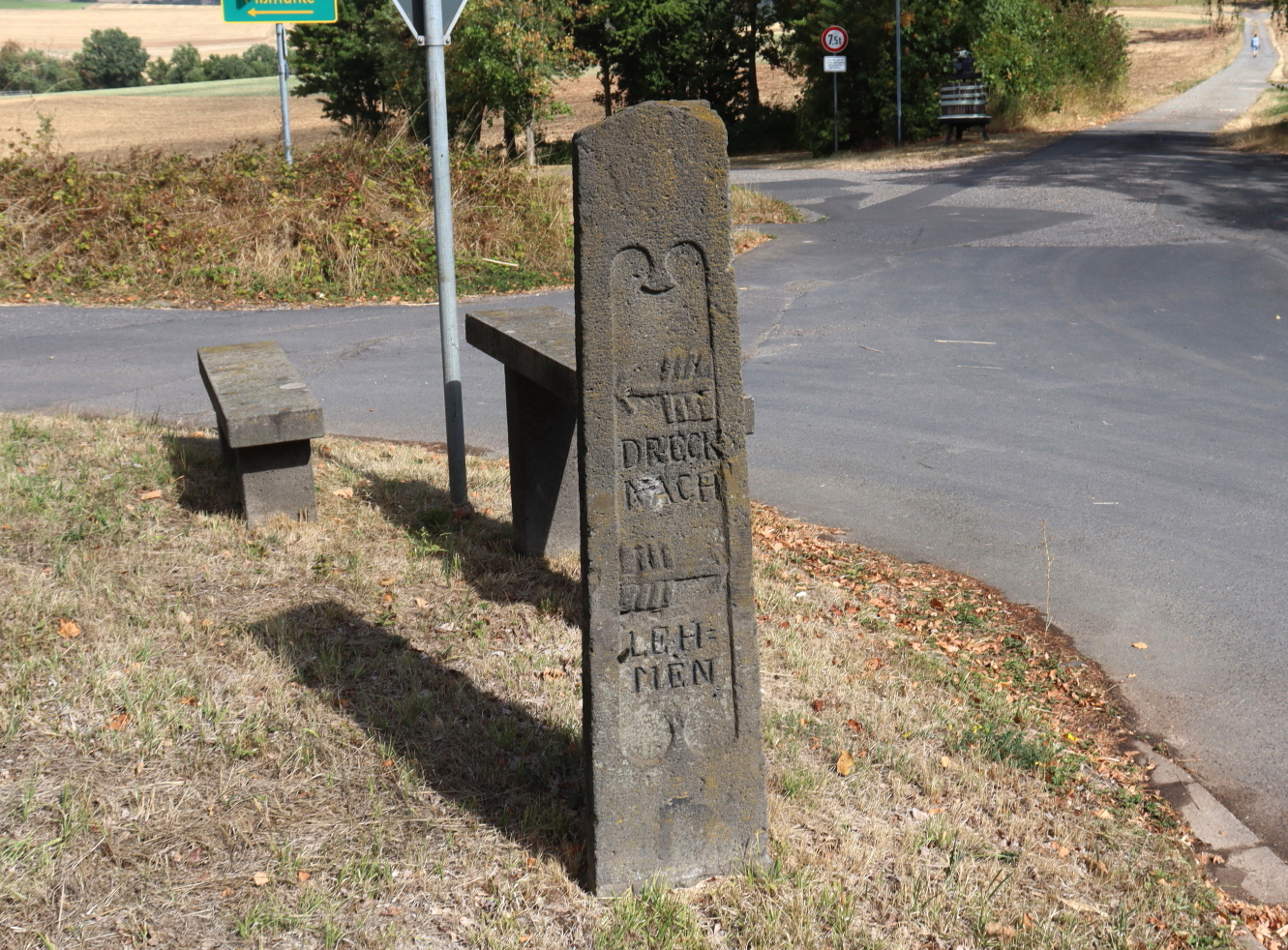
Wegweiser und Steinrast in Lehmen an der L82 am Flur Im Kernstück.
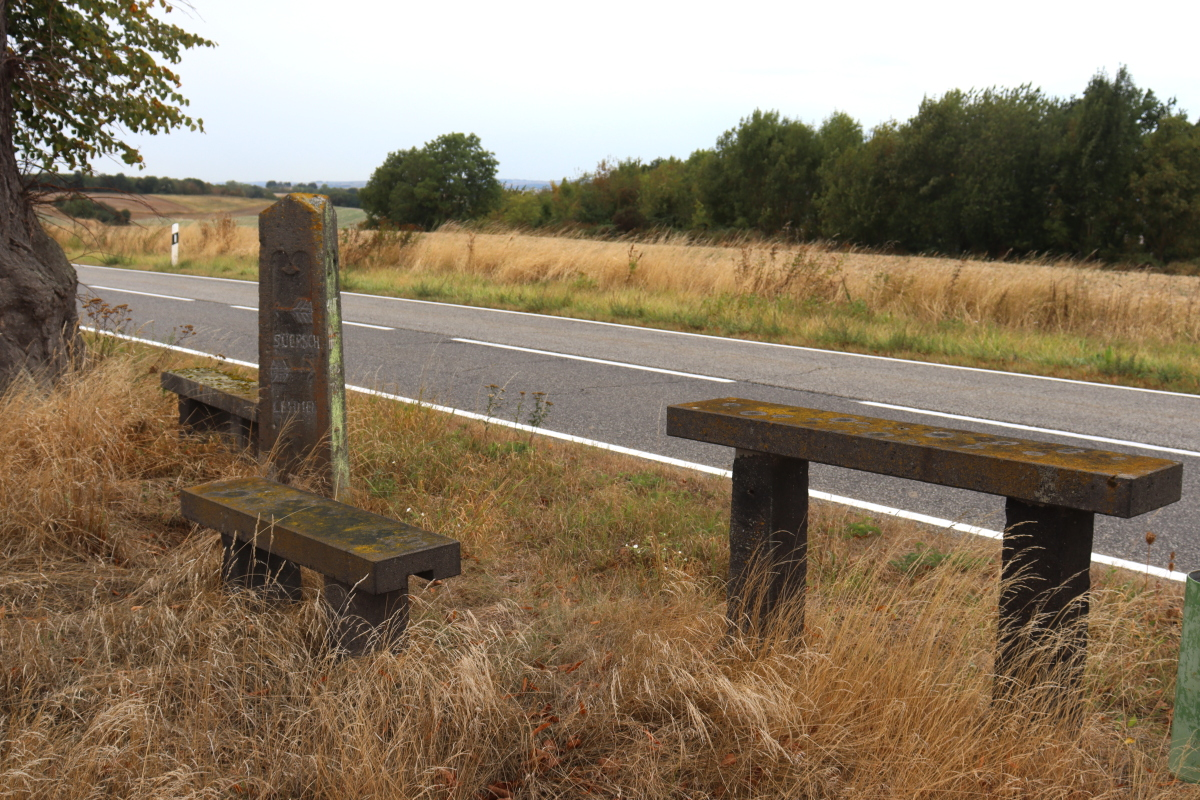
Steinrast an der L82 südwestlich der Lehmerhöfe mit Wegweiser.
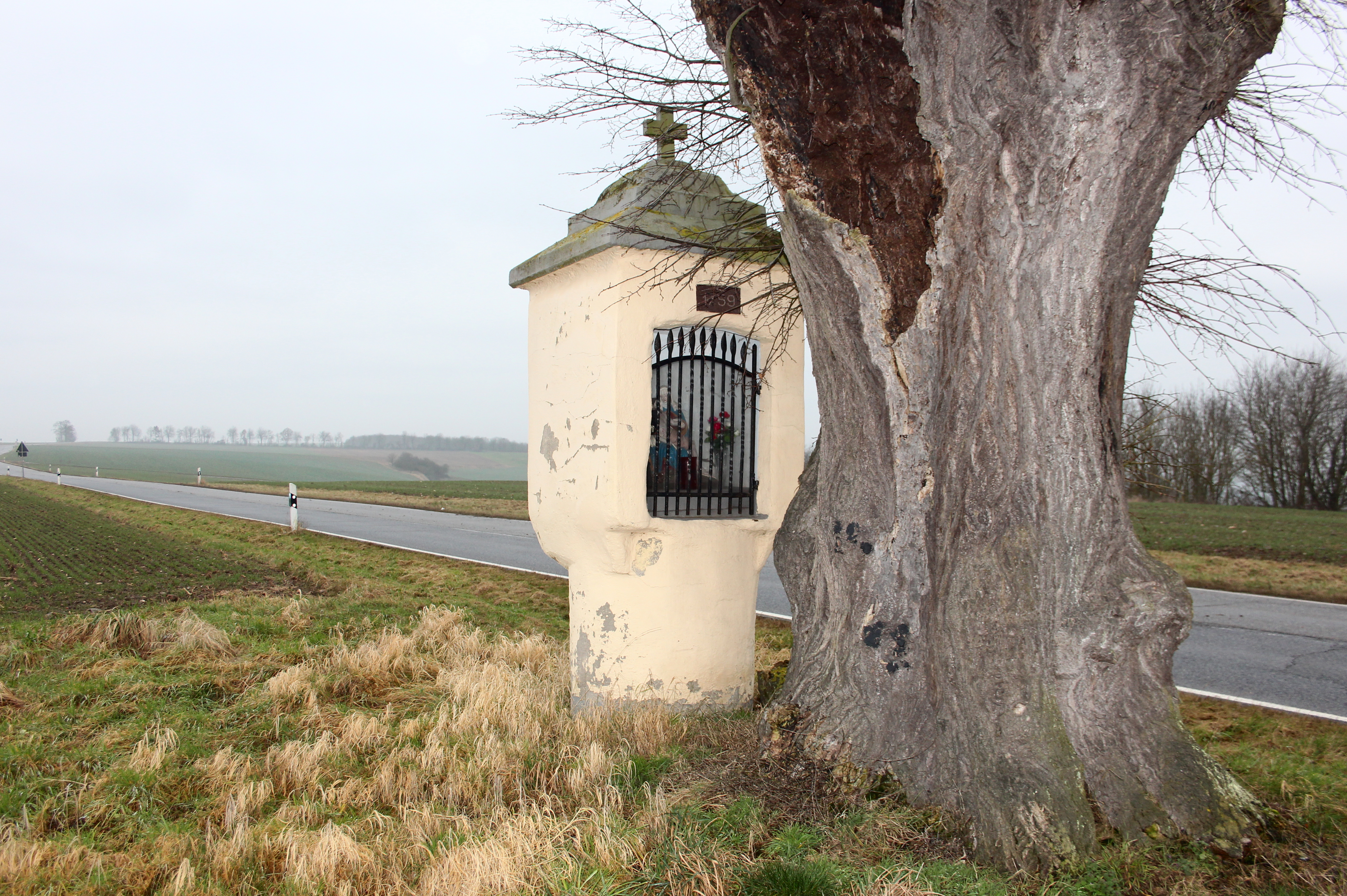
Bildstock von 1759 neben der Steinrast an der L82 in Lehmen bei den Lehmerhöfen

#### Kobern-Gondorf
Steinrast mit zwei flankierenden Sitzbänken am alten Lehmener Weg von Gondorf über den Berg nach Lehmen. Die Steinrast befindet sich an einer leichten Linksbiegung des ansteigenden Flurweges außerhalb der Ortschaft mitten im Wald. Ausstattung und der Gesamtzustand lassen vermuten, dass es sich hier noch um ein komplett erhaltenes Original aus Basaltlava handelt. Eine gelegentlich vorhandene Jahreszahl ist hier nicht angebracht, aber die Steinbearbeitung und die genutzten Verbindungstechniken lassen vermuten, dass die Bänke etwa Ende des 18. Jahrhunderts aufgestellt worden sind. Auffallend sind dabei die eingetieften Verschraubungen des Querriegels der Hochbank mit Vierkantschrauben auf den beiden in den Boden eingelassenen Pfosten. Die Sitzbänke sind mit Blei vergossenen Eisenklammern mit den in den Boden eingelassenen Pfosten verbunden. Die Verbindungstechnik von Basaltlava Blöcken mit Eisenklammern und Bleivergüssen hatten bereits die Römer um 150 n. Chr. an der Römerbrücke in Trier eingesetzt unter Verwendung von bis zu 3 Meter langen und 35–95 cm hohen Basaltlavablöcken. Es handelt sich demnach um eine sehr alte Technik, die hier bei der Rast in Gondorf zum Einsatz kam.
Lage 
50° 17′ 27,06″ N, 7° 27′ 3,54″ O

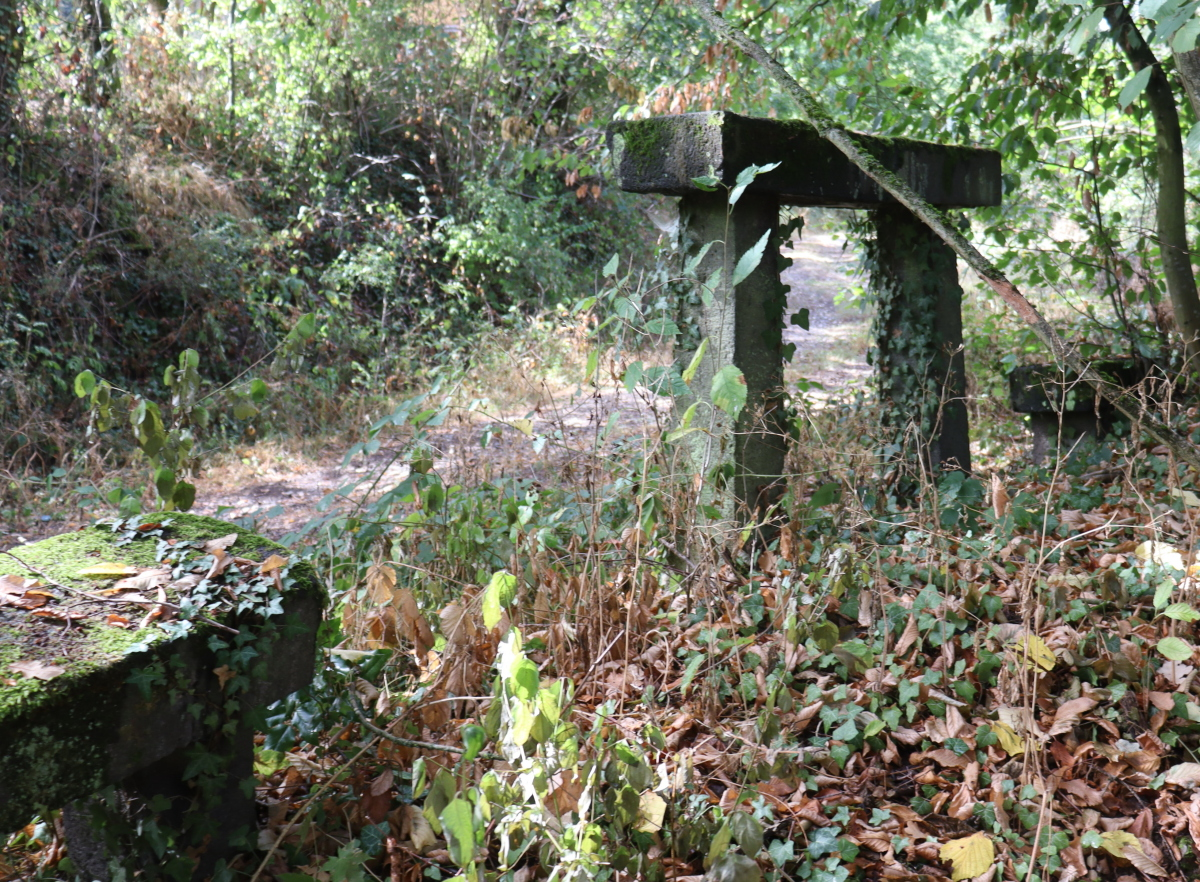
Steinrast Ensemble bestehend in Gondorf an der Mosel.
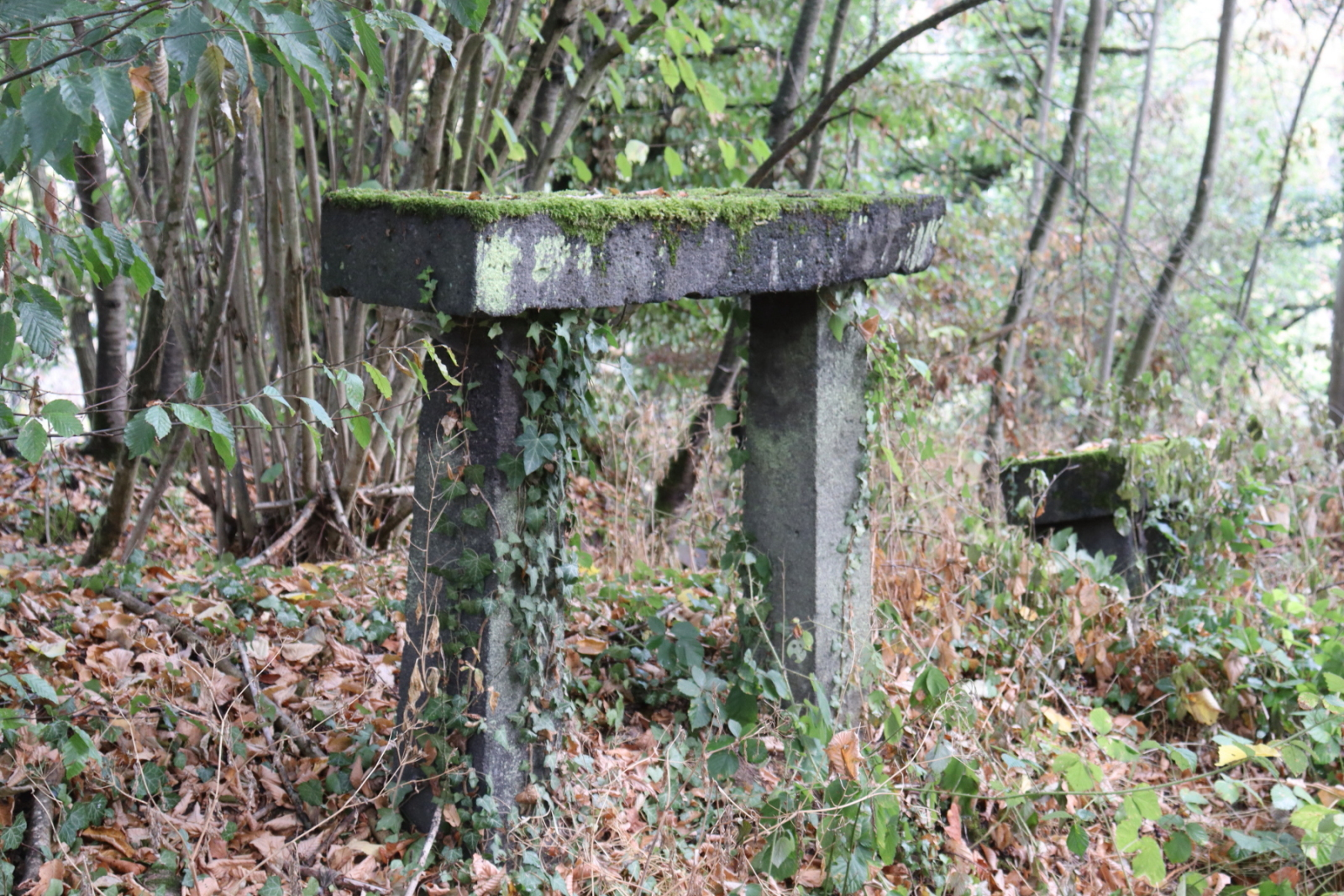
Hochbank der Steinrast in Gondorf an der Mosel.
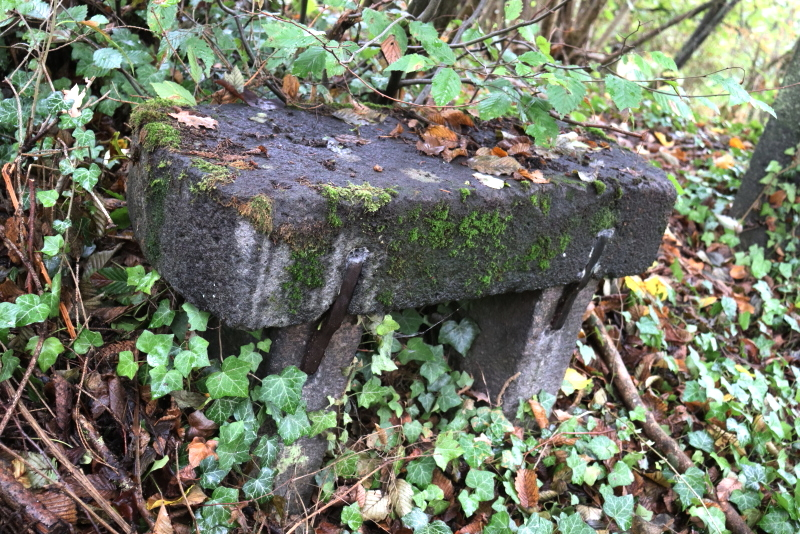
Sitzbank des Steinrast Ensembles in Gondorf an der Mosel.
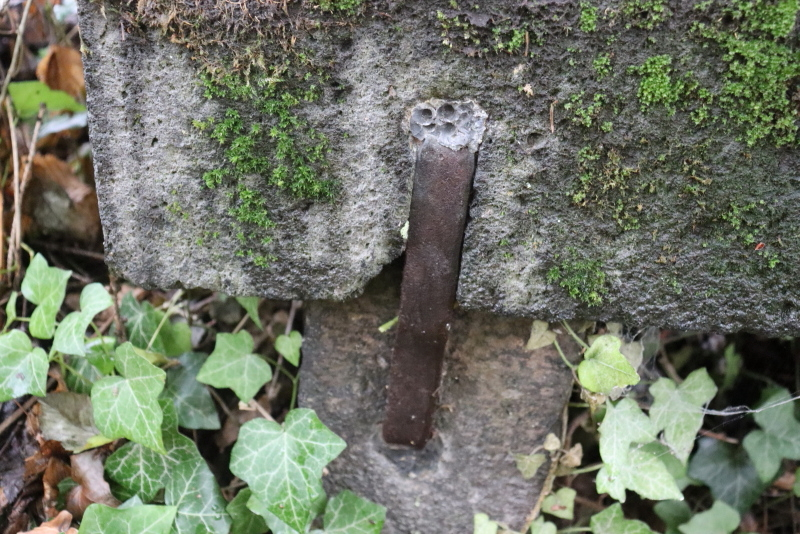
Eisenklammer mit Bleiverguss an der Steinrast Sitzbank in Gondorf an der Mosel
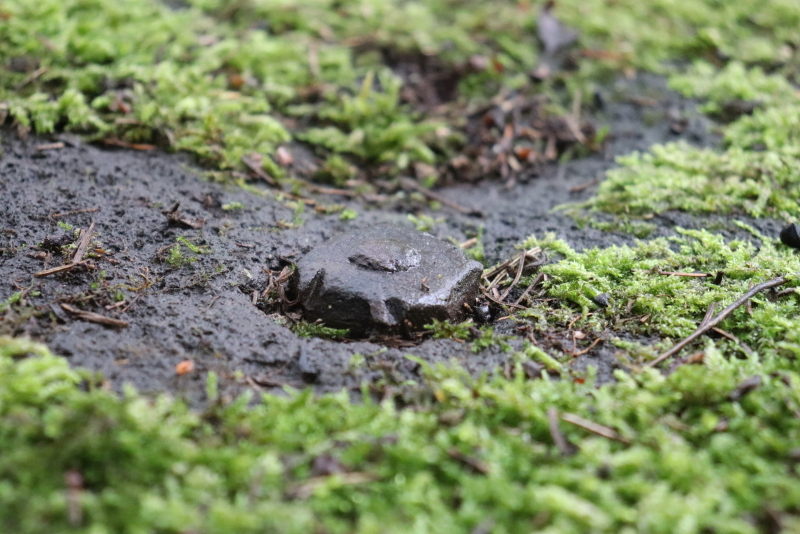
Verschraubung des Querriegels der Steinrast Hochbank Gondorf.